# Liste der Stolpersteine in Frankfurt-Nordend
Die Liste der Stolpersteine in Frankfurt am Main führt die vom Künstler Gunter Demnig verlegten Stolpersteine in Frankfurt am Main auf. Die Initiative Stolpersteine in Frankfurt am Main e. V. hat seit November 2003 die Verlegung von ca. 2000 Stolpersteinen, mindestens fünf Kopfsteinen und mindestens vier Stolperschwellen veranlasst. Die Initiative wird von der Stadt Frankfurt sowie von zahlreichen Institutionen, darunter das Jüdische Museum und das Institut für Stadtgeschichte unterstützt.
Die Steine erinnern an Menschen, die während der Zeit des Nationalsozialismus verfolgt, verhaftet, gequält, entrechtet, zur Flucht oder zum Suizid getrieben oder ermordet wurden. An ihrem letzten frei gewählten Wohnort in Frankfurt erinnern die Steine an alle Opfer des Nationalsozialismus: an Juden, Sinti und Roma, politisch Verfolgte, Zeugen Jehovas, Homosexuelle und Zwangsarbeiter, an als „asozial“ gebrandmarkte Menschen und an die Opfer der sogenannten „Euthanasie“-Morde an Kranken und Behinderten.
Im Oktober 2018 verlegte Gunter Demnig in Frankfurt den europaweit siebzigtausendsten Stein.
Die Stadtteile sind nach der Liste der Stadtteile von Frankfurt am Main angelegt. In den nicht gelisteten Stadtteilen liegen bislang keine Stolpersteine.
Über die hinter den Namen der Opfer liegenden Links lässt sich die zugehörige Biographie auf der Homepage der Stadt Frankfurt aufrufen.

## Liste
| Adresse                        | Name                                  | Verfolgungsschicksal | Verlegedatum       | Bild vom Stolperstein | Anmerkung |
| ------------------------------ | ------------------------------------- | --- | ------------------ | --- | --- |
| Stettenstraße 4 ·              | Hans Ehrenfeld                        | Hans Ehrenfeld geb. 18.10.1889 Haft: 11.11.-21.11.1938 Buchenwald Flucht: Dezember 1938 England Februar 1939 USA | 1. Juli 2025       | | |
| Stettenstraße 4 ·              | Alice Ehrenfeld                       | Alice Ehrenfeld, geb. Blüthenthal geb. 20.8.1894 Flucht: Dezember 1938 England Februar 1939 USA | 1. Juli 2025       | | |
| Stettenstraße 4 ·              | Kurt Ehrenfeld                        | Kurt Ehrenfeld geb. 23.7.1921 Flucht: 1937 England 1939 USA | 1. Juli 2025       | | |
| Stettenstraße 4 ·              | Paul Ehrenfeld                        | Paul Ehrenfeld geb. 19.2.1924 Flucht: Dezember 1938 England Februar 1939 USA | 1. Juli 2025       | | |
| Elkenbachstraße 2 ·            | Amalie Rosenthal                      | Amalie Rosenthal geb. 31.10.1874 Flucht in den Tod Tod 20.5.1942 | 30. Juni 2025      | | |
| Elkenbachstraße 2 ·            | Bettina Rosenthal                     | Bettina Rosenthal geb. 18.6.1877 Deportation: 8.5.1942 Izbica, Ghetto Tod unbekannt | 30. Juni 2025      | | |
| Elkenbachstraße 2 ·            | Selma Rosenthal                       | Selma Rosenthal geb. 29.5.1879 Deportation: 8.5.1942 Izbica, Ghetto Tod unbekannt | 30. Juni 2025      | | |
| Elkenbachstraße 2 ·            | Julie Rosenthal                       | Julie Rosenthal geb. 14.10.1881 Deportation: 18.8.1942 Theresienstadt Tod 1.12.1942 | 30. Juni 2025      | | |
| Holzhausenstraße 11 ·          | Ernst Silberstein                     | Ernst Silberstein geb. 19.6.1879 Flucht 24.12.1938 USA | 29. Juni 2025      | | |
| Holzhausenstraße 11 ·          | Jeanne Silberstein                    | Ernst Silberstein, geb. Schwab geb. 5.10.1887 Flucht 24.12.1938 USA | 29. Juni 2025      | | |
| Holzhausenstraße 11 ·          | Karl Silberstein                      | Ernst Silberstein geb. 10.9.1915 Flucht 24.12.1938 USA | 29. Juni 2025      | | |
| Fürstenbergerstraße 141 ·      | Joseph Kamm                           | Joseph Kamm geb. 1892 "Schutzhaft"1938 KZ Dachau Flucht 1939 Belgien Verhaftet Frankreich Zwangsarbeit Septfonds ermordet 26.2.1942 | 19. Juni 2024      | | |
| Fürstenbergerstraße 141 ·      | Manfred Kamm                          | Manfred Mayer Kamm geb. 1927 Flucht 1938 Belgien Interniert 1942 Mechelen Deportiert 1942 Auschwitz ermordet | 19. Juni 2024      | | |
| Fürstenbergerstraße 141 ·      | Rosa Friedmann                        | Rosa Friedmann geb. Halbreich geb. 1869 Flucht 1938 Belgien mit Hilfe überlebt | 19. Juni 2024      | | |
| Fürstenbergerstraße 141 ·      | Dina Friedmann                        | Dina Friedmann geb. 1894 Flucht 1938 Belgien mit Hilfe überlebt | 19. Juni 2024      | | |
| Wolfsgangstraße 14 ·           | Hugo Lindheimer                       | Hugo Lindheimer geb. 1888 "Schutzhaft" 1938 KZ Buchenwald Flucht 1939 England 1940 USA | 19. Juni 2024      | | |
| Wolfsgangstraße 14 ·           | Rosi Lindheimer                       | Rosi Lindheimer geb. Simon geb. 1895 deportiert 1941 Lodz / Litzmannstadt ermordet | 19. Juni 2024      | | |
| Wolfsgangstraße 14 ·           | Ernst Lindheimer                      | Ernst Lindheimer geb. 1922 deportiert 1941 Lodz / Litzmannstadt ermordet | 19. Juni 2024      | | |
| Wolfsgangstraße 14 ·           | Anneliese Lindheimer                  | Anneliese Lindheimer geb. 1925 Flucht 1939 England 1940 USA | 19. Juni 2024      | | |
| Wolfsgangstraße 16 ·           | Ludwig Leopold Lindheimer             | Ludwig Leopold Lindheimer geb. 1880 gedemütigt/entrechtet tot 5. März 1935 | 19. Juni 2024      | | |
| Wolfsgangstraße 16 ·           | Bertha Lindheimer                     | Bertha Lindheimer geb. Marx geb. 1888 deportiert 1941 Lodz / Litzmannstadt ermordet | 19. Juni 2024      | | |
| Wolfsgangstraße 16 ·           | Walter Lindheimer                     | Walter Lindheimer geb. 1919 "Schutzhaft" 1938 KZ Buchenwald Flucht 1939 England Interniert Australien 1941 USA | 19. Juni 2024      | | |
| Wolfsgangstraße 16 ·           | Auguste Lindheimer                    | Auguste Lindheimer geb. Goldschmidt geb. 1856 gedemütigt / entrechtet Tod 13. Mai 1941 | 19. Juni 2024      | | |
| Hermesweg 19 ·                 | Anna Süs                              | Anna Süs, geb. Strauss geb. 1871 deportiert 1942 Theresienstadt 1942 Treblinka ermordet | 18. Juni 2024      | | |
| Herderstraße 5 ·               | Max Stobezki                          | Max Stobezki geb. 1898 Flucht 1934 Brasilien | 18. Juni 2024      | | |
| Herderstraße 5 ·               | Paula Stobezki                        | Paula Stobezki, geb. Mannheimer geb. 1893 Flucht 1934 Brasilien | 18. Juni 2024      | | |
| Herderstraße 5 ·               | Berta Ruth Stobezki                   | Berta Ruth Stobezki geb. 1923 Flucht 1934 Brasilien | 18. Juni 2024      | | |
| Herderstraße 5 ·               | Betti Gerda Stobezki                  | Betti Gerda Stobezki geb. 1924 Flucht 1934 Brasilien | 18. Juni 2024      | | |
| Berger Straße 15 ·             | Fritz Stein                           | Fritz Stein geb. 1890 erzwungene Geschäftsaufgabe "Schutzhaft" 1938 KZ Buchenwald mit Hilfe überlebt | 18. Juni 2024      | | |
| Berger Straße 15 ·             | Anna Margarethe Stein                 | Anna Margarethe Stein, geb. Gumbrecht 1895 ausgegrenzt / drangsaliert Geschäftsaufgabe überlebt | 18. Juni 2024      | | |
| Musikantenweg 8 ·              | Jakob Kallmann                        | Jakob Kallmann geb. 1900 Flucht 1939 England | 18. Juni 2024      | | |
| Musikantenweg 8 ·              | Zysla Kallmann                        | Zysla Kallmann, geb. Katz geb. 1897 Flucht 1939 England | 18. Juni 2024      | | |
| Musikantenweg 8 ·              | Hans Kallmann                         | Hans Kallmann geb. 1923 Kindertransport 1939 England | 18. Juni 2024      | | |
| Musikantenweg 8 ·              | Erich Kallmann                        | Erich Kallmann geb. 1931 Kindertransport 1939 England | 18. Juni 2024      | | |
| Baumweg 27 ·                   | Nathan Levy                           | Nathan Levy geb. 1854 Deportiert 1942 Theresienstadt 1942 ermordet 19.12.1942 | 17. Juni 2024      | | |
| Baumweg 27 ·                   | Sophie Levy                           | Sophie Levy, geb. Lieben geb. 1859 Theresienstadt 1942 ermordet 4.9.1942 | 17. Juni 2024      | | |
| Baumweg 27 ·                   | Max Stern                             | Max Stern geb. 1882 Flucht 1941 USA | 17. Juni 2024      | | |
| Baumweg 27 ·                   | Rosa Stern                            | Rosa Stern, geb. Levy geb. 1887 Flucht 1941 USA | 17. Juni 2024      | | |
| Baumweg 27 ·                   | Karl Stern                            | Karl Stern geb. 1912 Flucht 1938 USA | 17. Juni 2024      | | |
| Baumweg 27 ·                   | Gertrud Stern                         | Gertrud Stern geb. 1915 Flucht 1938 USA | 17. Juni 2024      | | |
| Baumweg 35 ·                   | Elisabeth Sundheimer                  | Elisabeth Sundheimer, geb. Stein geb. 1887 Flucht 1941 USA | 17. Juni 2024      | | |
| Baumweg 35 ·                   | Wilhelm Sundheimer                    | Wilhelm Sundheimer geb. 1882 Flucht 1941 USA | 17. Juni 2024      | | |
| Baumweg 35 ·                   | Lore Sundheimer                       | Lore Sundheimer geb. 1912 Flucht 1941 USA | 17. Juni 2024      | | |
| Cronstettenstraße 35 ·         | Bertha Siesel                         | Bertha Siesel geb. Mandelbaum geb. 1868 Flucht 1941 USA | 16. Jun. 2024      | | |
| Cronstettenstraße 35 ·         | Alice Bramsen                         | Alice Bramsen geb. Siesel geb. 1897 Flucht 1938 England USA | 16. Jun. 2024      | | |
| Cronstettenstraße 35 ·         | Arthur Bramsen                        | Arthur Bramsen geb. 1898 Flucht 1938 England USA | 16. Jun. 2024      | | |
| Cronstettenstraße 35 ·         | Rolf Bramsen                          | Rolf Bramsen geb. 1922 Flucht 1938 USA | 16. Jun. 2024      | | |
| Cronstettenstraße 35 ·         | Hans Bramsen                          | Rolf Bramsen geb. 1920 Flucht 1938 USA | 16. Jun. 2024      | | |
| Eckenheimer Landstraße 80 ·    | Leo Horovitz                          | Leo Horovitz geb. 17.3.1876 Flucht 1939 England | 2. Juli 2023       | | |
| Eckenheimer Landstraße 80 ·    | Recha Horovitz                        | Recha Horovitz geb. Gottlieb geb. 5.5.1885 Flucht 1939 England | 2. Juli 2023       | | |
| Eckenheimer Landstraße 80 ·    | Hanna Auguste Horovitz                | Hanna Auguste Horovitz geb. 22.8.1924 Kindertransport 1939 England | 2. Juli 2023       | | |
| Eckenheimer Landstraße 80 ·    | Markus Willy Horovitz                 | Markus Willy Horovitz geb. 8.11.1928 Kindertransport 1939 England | 2. Juli 2023       | | |
| Baumweg 20 ·                   | Julius Kulb                           | Julius Kulb geb. 26.2.1890 Flucht Juni 1936 Holland Interniert Dezember 1942 Westerbork Deportation 20.4.1943 Theresienstadt 28.9.1044 Auschwitz tot 28.9.1944                                                                           | 1. Juli 2023       | | |
| Baumweg 20 ·                   | Rosa Kulb                             | Rosa Kulb geb. Oppenheimer geb. 22.2.1895 Flucht Juni 1936 Holland Interniert Dezember 1942 Westerbork Deportation 20.4.1943 Theresienstadt befreit                                                                                      | 1. Juli 2023       | | |
| Baumweg 20 ·                   | Margot Kulb                           | Margot Kulb geb. 1.4.1924 Flucht Juni 1936 Holland Interniert Dezember 1942 Westerbork Deportation 20.4.1943 Theresienstadt befreit | 1. Juli 2023       | | |
| Berger Straße 104 ·            | Julius Hammel                         | Julius Hammel geb. 04.06.1874 Deportation 1.9.1942 Theresienstadt tot 27.2.1943 | 16. Mai 2023       | | |
| Berger Straße 104 ·            | Rosa Hammel                           | Rosa Hammel geb. Gutmann geb. 17.06.1881 Flucht in den Tod tot 6.1.1942 | 16. Mai 2023       | | |
| Baumweg 41 ·                   | Max Oppenheimer                       | Max Oppenheimer geb. 25.1.1881 Flucht 8.12.1939 USA | 15. Mai 2023       | | |
| Baumweg 41 ·                   | Henriette Oppenheimer                 | Henriette Oppenheimer geb. Sandel geb. 27.9.1888 Flucht 8.12.1939 USA | 15. Mai 2023       | | |
| Baumweg 41 ·                   | Adelheid Oppenheimer                  | Adelheid Oppenheimer geb. 13.9.1875 Flucht 9.12.1939 USA | 15. Mai 2023       | | |
| Melemstraße 5 ·                | Ludwig Wechsler                       | Ludwig Wechsler geb. 08.12.1894 Flucht 1936 Südafrika | 15. Mai 2023       | | |
| Melemstraße 5 ·                | Stephan Wechsler                      | Stephan Wechsler ? Flucht 1936 Südafrika | 15. Mai 2023       | | |
| Melemstraße 5 ·                | Melitta Wechsler                      | Melitta Wechsler geb. Mayer geb. 08.12.1894 Flucht 1936 Südafrika | 15. Mai 2023       | | |
| Oberweg 44 ·                   | Leopold Landsberg                     | Leopold Landsberg geb. 13.2.1875 14.6.1938 - 21.10.1938, Buchenwald 1.9.1942 Theresienstadt tod 21.03.1943 | 21. Juni 2022      | | |
| Oberweg 44 ·                   | Bertha Landsberg                      | Bertha Landsberg, geb. Rothschild geb. 28.12.1874 deportiert 1.9.1942 Theresienstadt Tod 30.03.1943 | 21. Juni 2022      | | |
| Oberweg 44 ·                   | Hedwig Landsberg                      | Hedwig Landsberg geb. 15.02.1902 Flucht: Shanghai 1940 Tod 1941 | 21. Juni 2022      | | |
| Oberweg 44 ·                   | Jacob Landsberg                       | Jacob Landsberg geb. 1913 Flucht: Palästina Juni 1939 | 21. Juni 2022      | | |
| Oberweg 44 ·                   | Paul Landsberg                        | Paul Landsberg geb. 24.04.1904 KZ Sachsenhausen 1939 Holland 1942 Auschwitz tod 17. November 1942 | 21. Juni 2022      | | |
| Oberweg 44 ·                   | Käthe Landsberg                       | Käthe Landsberg geb. 29.01.1907 deportiert 19.10.1941 Litzmannstadt tod unbekannt | 21. Juni 2022      | | |
| Oberweg 44 ·                   | Lieselotte Landsberg                  | Lieselotte Landsberg geb. 16.08.1917 Flucht USA 1937 | 21. Juni 2022      | | |
| Oberweg 44 ·                   | Bernhard Landsberg                    | Bernhard Landsberg geb. 26.04.1933 Schicksal unbekannt | 21. Juni 2022      | | |
| Querstraße 6 ·                 | Robert Stark                          | Robert Stark geb. 7.7.1888 deportiert 2.2.1941 KZ Sachsenhausen tod 8.12.1941 | 11. Juni 2022      | | |
| Klettenbergstraße 18 ·         | Carl Anselm Alfred Bock               | Carl Anselm Alfred Bock geb. 7.7.1888 Gedemütigt/Entrechtet | 11. Mai 2022       | | |
| Klettenbergstraße 18 ·         | Margarete Alice Bock                  | Renate Bock geb. 10.06.1922 Gedemütigt/Entrechtet | 11. Mai 2022       | | |
| Klettenbergstraße 18 ·         | Margarete Alice Bock                  | Margarete Alice Bock, geb. Meyer geb. 15.9.1886 Haft 15. Oktober 1942 1.2.1943 Auschwitz tod 23.2.1943 | 11. Mai 2022       | | |
| Baustraße 10 ·                 | Felix Auerhan                         | Felix Auerhan geb. 25.6.1889 deportiert 22.11.1941 Kowno Fort IX Massenerschießung 25.11.1941 | 10. Mai 2022       | | |
| Baustraße 10 ·                 | Camilla Auerhan                       | Camilla Auerhan, geb. Funkenstein geb. 3.6.1888 deportiert 1942 Majdanek ermordet | 10. Mai 2022       | | |
| Baustraße 10 ·                 | Heinz Auerhan                         | Heinz Auerhan geb. 02.09.1921 Kindertransport April 1934 USA | 10. Mai 2022       | | |
| Baustraße 10 ·                 | Egon Ernst Auerhan                    | Egon Ernst Auerhan geb. 07.11.1925 Kindertransport April 1940 USA | 10. Mai 2022       | | |
| Scheffelstraße 22 ·            | Leo Goldschmidt                       | Leo Goldschmidt geb. 11.2.1883 Flucht 1936 Palästina | 11. Juni 2022      | | |
| Scheffelstraße 22 ·            | Elisa Goldschmidt                     | Elisa Goldschmidt, geb. Levi geb. 10.8.1891 Flucht 1936 Palästina | 11. Juni 2022      | | |
| Scheffelstraße 22 ·            | Max Goldschmidt                       | Max Goldschmidt geb. 26.03.1922 Flucht 1936 Palästina | 11. Juni 2022      | | |
| Scheffelstraße 22 ·            | Hanna Goldschmidt                     | Hanna Goldschmidt geb. 06.03.1921 Flucht 1936 Palästina | 11. Juni 2022      | | |
| Lersnerstraße 30a ·            | Cornelia Werthan                      | Cornelia Werthan, geb. Stadecker geb. 28.11.1882 Flucht 1939 Holland 1945 Schweden | 12. Juni 2022      | | |
| Lersnerstraße 30a ·            | Gerson Vorchheimer                    | Gerson Vorchheimer geb. 18.1.1885 12.11.1938 KZ Buchenwald Flucht 1939 Argentinien | 10. Mai 2022       | | |
| Lersnerstraße 30a ·            | Irma Vorchheimer                      | Irma Vorchheimer geb. Rosengarten geb. 17.1.1894 Flucht 1939 Argentinien | 10. Mai 2022       | | |
| Lersnerstraße 30a ·            | Gertrude Vorchheimer                  | Gertrude Vorchheimer geb. 25.01.1917 Flucht 1939 Argentinien | 10. Mai 2022       | | |
| Lersnerstraße 30a ·            | Bertram Vorchheimer                   | Bertram Vorchheimer geb. 09.12.1919 Flucht 1939 Argentinien | 10. Mai 2022       | | |
| Holzhausenstraße 14 ·          | Hugo Natt                             | Hugo Natt geb. 18.04.1881 1938 "Schutzhaft" KZ Buchenwald, Flucht Juli 1939 England | 10. Mai 2022       | | |
| Holzhausenstraße 14 ·          | Clara Natt                            | Clara Natt geb. Bischheim geb. 29.09.1889 Flucht Juni 1939 England | 10. Mai 2022       | | |
| Holzhausenstraße 14 ·          | Ernst Martin Natt                     | Ernst Martin Natt geb. 01.02.1913 Flucht Juli 1937 England | 10. Mai 2022       | | |
| Holzhausenstraße 14 ·          | Walter Natt                           | Walter Natt geb. 02.03.1915 Flucht Juni 1938 USA | 10. Mai 2022       | | |
| Holzhausenstraße 14 ·          | Bernhard Natt                         | Bernhard Natt geb. 14.1.1919 1938 Holland, Haft: Juni 1943, November 1943 Gerichtsgefängnis Bocholt, 20.11.1943 KZ Auschwitz befreit | 10. Mai 2022       | | |
| Fichardstraße 63 ·             | Elisabeth Schäfer                     | Elisabeth Schäfer geb. 24.12.1886 Suizid 11.08.1939 | 10. Mai 2022       | | |
| Baumweg 41 ·                   | Siegbert Oppenheimer                  | Siegbert Oppenheimer geb. 28.3.1920 Flucht 27.7.1937 USA | 10. Mai 2022       | | |
| Baumweg 41 ·                   | Erika Oppenheimer                     | Erika Oppenheimer geb. 1.5.1931 Flucht 21.10.1936 USA | 10. Mai 2022       | | |
| Bäckerweg 54 ·                 | Rafael Strauss                        | Rafael Strauss 4.5.1875 deportiert 1.9.1942 Theresienstadt 29.9.1942 Treblinka tod unbekannt | 6. Dez. 2021       | | |
| Bäckerweg 54 ·                 | Eva Strauss                           | Eva Strauss, geb. Morgenthau 17.12.1873 deportiert 1.9.1942 Theresienstadt 29.9.1942 Treblinka tod unbekannt | 6. Dez. 2021       | | |
| Bäckerweg 54 ·                 | Hertha Strauss                        | Hertha Strauss 18.3.1905 Flucht 1935 USA | 6. Dez. 2021       | | |
| Bäckerweg 54 ·                 | Josef Strauss                         | Josef Strauss 12.4.1906 Haft 14.6.1938, 10.11.1938-3.2.1939 deportiert Buchenwald Flucht 1939 USA | 6. Dez. 2021       | | |
| Bäckerweg 54 ·                 | Manfred Strauss                       | Manfred Strauss 12.4.1909 Flucht 1938 USA | 6. Dez. 2021       | | |
| Gluckstraße 14 ·               | Ludwig Saalberg                       | Ludwig Saalberg 29.08.1891 deportiert 14.11.1938-19.2.1939 Dachau, 14.2.1945 – Juni 1945 Theresienstadt wegzug 10.7.1946 USA | 6. Dez. 2021       | | |
| Gluckstraße 14 ·               | Elisabeth Saalberg                    | Elisabeth Saalberg, geb. Lehmann 15.01.1891 wegzug 10.7.1946 USA | 6. Dez. 2021       | | |
| Gluckstraße 14 ·               | Horst Saalberg                        | Horst Saalberg deportiert 1945 Theresienstadt befreit | 6. Dez. 2021       | | |
| Rohrbachstraße 53 ·            | Johann Nissen                         | Johann Nissen 12.6.1869 deportiert 18.04.1944 Weilmünster tod 24.04.1944 | 6. Dez. 2021       | | |
| Cronstettenstrasse 1 ·         | Heinrich Kosel                        | Heinrich Kosel Jg. 1880 verhaftet Mai 1943 Gefängnis Frankfurt Deportatiert 1943 Auschwitz ermordet 15.12.1943 | 6. Dez. 2021       | | |
| Cronstettenstrasse 1 ·         | Mararethe Kosel                       | Mararethe Kosel, geb. Mittag Jg. 1896 gedemütigt / entrechtet mit Hilfe überlebt | 6. Dez. 2021       | | |
| Cronstettenstrasse 1 ·         | Rudolf Kosel                          | Rudolf Kosel Jg. 1922 Zwangsarbeit 1944 Organisation Todt Blankenburg befreit | 6. Dez. 2021       | | |
| Cronstettenstrasse 1 ·         | Günter Kosel                          | Günter Kosel Jg. 1924 Zwangsarbeit 1944 Organisation Todt Blankenburg befreit | 6. Dez. 2021       | | |
| Eysseneckstraße 38 ·           | Julius Sonn                           | Julius Sonn geb. 23.12.1888 Flucht 31.5.1938 USA | 27. Juni 2021      | | |
| Eysseneckstraße 38 ·           | Flavi Sonn                            | Flavi Sonn geb. Hirschmann geb. 20.4.1893 Flucht 1938 USA | 27. Juni 2021      | | |
| Eysseneckstraße 38 ·           | Margot Sonn                           | Margot Sonn geb. 27.5.1921 Flucht 1938 USA | 27. Juni 2021      | | |
| Eysseneckstraße 38 ·           | Werner Sonn                           | Margot Sonn geb. 3.10.1924 Flucht 1938 USA | 27. Juni 2021      | | |
| Baumweg 26 ·                   | Hermann Rosswald                      | Hermann Rosswald geb. 27.11.1869 gedemütigt / Entrechtet tot 18.10.1939 | 27. Juni 2021      | | |
| Baumweg 26 ·                   | Alice Rosswald                        | Alice Rosswald geb. Zunz geb. 17.04.1876 deportiert 1942 Theresienstadt 1942 Treblinka 1942 ermordet | 27. Juni 2021      | | |
| Oeder Weg 57 ·                 | Amalie Strauss                        | Amalie Strauss geb. 24.10.1862 Flucht 1941 Uruguay | 04. Sep. 2021      | | |
| Berger Straße 84 ·             | Walter Kirchherr                      | Walter Kirchherr geb. 01.12.1913 Widerstand / SPD verhaftet 1937 Arbeitserziehungslager Breitenau 1941 Zuchthaus Frankfurt Gefängnis Kaisheim befreit                                                                                    | 05. Sep. 2021      | | |
| Scheffelstraße 9 ·             | Julius Strauss                        | Julius Strauss geb. 24.01.1888 Flucht 1937 Uruguay | 21. Mai 2021       | | |
| Scheffelstraße 9 ·             | Rosi Strauss                          | Rosi Strauss geb. 13.03.1899 Flucht 1937 Uruguay | 21. Mai 2021       | | |
| Scheffelstraße 9 ·             | Rolf S. Strauss                       | Rolf S. Strauss geb. 20.03.1923 Flucht 1937 Uruguay | 21. Mai 2021       | | |
| Scheffelstraße 9 ·             | Ruth Strauss                          | Ruth Strauss geb. 13.03.1929 Flucht 1937 Uruguay | 21. Mai 2021       | | |
| Stalburgstraße 34 ·            | Franz Maria Mardner                   | Franz Maria Mardner geb. 1.9.1875 eingewiesen 1919 Heilanstalt Herborn verlegt 1.4.1941 Hadamar Aktion T4 | 04. Sep. 2021      | | |
| Nibelungenallee 37-41 ·        | Elisabeth Kutz                        | Elisabeth Kutz geb. 25.01.1910 Flucht 1938 England 20.5.1939 | 03. Sep. 2021      | | |
| Nibelungenallee 37-41 ·        | Arthur Kutz                           | Arthur Kutz geb. 22.3.1877 Flucht 1939 USA | 03. Sep. 2021      | | |
| Nibelungenallee 37-41 ·        | Rosa Kutz                             | Rosa Kutz geb. 22.3.1877 Flucht 1939 USA | 03. Sep. 2021      | | |
| Nibelungenallee 37-41 ·        | Josef Igersheimer                     | Josef Igersheimer geb. 3.9.1879 Flucht 1933 England | 03. Sep. 2021      | | |
| Nibelungenallee 37-41 ·        | Jenny Igersheimer                     | Jenny Igersheimer geb. Fränke geb. 20.8.1857 Flucht 1933 Türkei 1939 USA | 03. Sep. 2021      | | |
| Bergerstraße 72 ·              | Ignatz Kleinberger                    | Ignatz Kleinberger geb 1.1.1925 Flucht Oktober 1940 Palästina | 22. Okt. 2020      | | |
| Bergerstraße 72 ·              | Henriette Kleinberger                 | Henriette Kleinberger geb. Gapp geb. 29.3.1877 Ausreise: 1940 Krakau Ghetto Warschau Tod unbekannt | 22. Okt. 2020      | | |
| Bergerstraße 72 ·              | Karl Kleinberger                      | Karl Kleinberger geb 22.1.1886 deportiert 29.10.1938 Polenaktion Ghetto Warschau Tod unbekannt | 22. Okt. 2020      | | |
| Böttgerstraße 17 ·             | Alfred Goldmann                       | Alfred Goldmann geb 17.11.1877 deportiert 19.10.1941 Lodz tot 21.10.1941 | 20. Juni 2020      | Stolperstein Boettgerstr. 17 Goldmann Alfred | |
| Böttgerstraße 17 ·             | Charlotte Goldmann                    | Charlotte Goldmann, geb. Lichtenstein geb 14.01.1893 deportiert 19.10.1941 Lodz tot 21.10.1941 | 20. Juni 2020      | Stolperstein Boettgerstr. 17 Goldmann Charlotte | |
| Rotteckstraße 2 ·              | Max Behrens                           | Max Behrens geb 18.12.1897 16.11.1936 Haft "Rassenschande" Freiendietz und Butzbach 1939 USA ?? | 23. Okt. 2020      | | |
| Lenaustraße 39 ·               | Estelle „Ella“ Dondorf                | Estelle „Ella“ Dondorf geb 30.09.1904 Flucht 1944 Elsass | 20. Juni 2020      | | |
| Stalburgstraße 17 ·            | Agnes Meyerhof                        | Agnes Meyerhof geb. 2.6.1856 Deportation: 18.8.1942 Theresienstadt Todesdatum: 22.8 1942 | 22. Okt. 2019      | Stolperstein Stalburgstr. 17 Meyerhof Agnes | Siehe auch Wiki Artikel |
| Loenstraße 9 ·                 | Alice Bendheim                        | Alice Bendheim geb. 08.09.1882 Deportation: 19.10.1941 Lodz / Litzmannstadt Todesdatum: 18.1.1942 | 22. Okt. 2019      | Stolperstein Loenstr. 9 Bendheim Alice | |
| Loenstraße 9 ·                 | Emmy Bendheim                         | Emmy Bendheim geb. 09.05.1884 Deportation: 19.10.1941 Lodz / Litzmannstadt Todesdatum: 18.1.1942 | 22. Okt. 2019      | Stolperstein Loenstr. 9 Bendheim Emmy | |
| Hebelstraße 13 ·               | Dora Weichsel                         | Dora Weichsel, geb. Wolf geb. 30.1.1878 Deportation: 22.11.1941 Kaunas Todesdatum: 25.11.1941 | 25. Juni 2019      | Stolperstein Melemstr. 12 Weichsel Dora | |
| Hebelstraße 13 ·               | Mathilde Wolf                         | Mathilde Wolf geb. 8.6.1883 Deportation: 22.11.1941 Kaunas Todesdatum: 25.11.1941 | 25. Juni 2019      | Stolperstein Melemstr. 12 Wolf Mathilde | |
| Hebelstraße 13 ·               | Paul Weichsel                         | Paul Weichsel geb. 7.5.1905 Deportation: 1939 KZ Buchenwald Flucht: 15.4.1939 USA | 25. Juni 2019      | Stolperstein Melemstr. 12 Weichsel Paul | |
| Hebelstraße 13 ·               | Manfred Weichsel                      | Manfred Weichsel geb. 29.10.1902 Flucht: 1938 USA | 25. Juni 2019      | Stolperstein Melemstr. 12 Weichsel Manfred | |
| Hebelstraße 13 ·               | Ernst Weichsel                        | Ernst Weichsel geb. 13.7.1907 Deportation: 1939 KZ Buchenwald Flucht: 1939 USA | 25. Juni 2019      | Stolperstein Melemstr. 12 Weichsel Ernst | |
| Hebelstraße 13 ·               | Scholem Selka                         | Scholem Selka geb. 19.3.1888 Flucht Oktober 1939 Palästina | 25. Juni 2019      | Stolperstein Hebelstr. 13 Selka Scholem | |
| Hebelstraße 13 ·               | Sophie Selka                          | Sophie Selka, geb. Kochmann geb. 3.7.1888 Flucht 1937 Holland, 1939 Palästina | 25. Juni 2019      | Stolperstein Hebelstr. 13 Selka Sophie | |
| Hebelstraße 13 ·               | Hermann Selka                         | Hermann Selka geb. 11.9.1919 Flucht 1937 Holland, 1939 Palästina | 25. Juni 2019      | Stolperstein Hebelstr. 13 Selka Hermann | |
| Hebelstraße 13 ·               | Harry Selka                           | Harry Selka geb. 13.4.1923 März 1939 Palästina | 25. Juni 2019      | Stolperstein Hebelstr. 13 Selka Harry | |
| Hebelstraße 13 ·               | Dorle Selka                           | Dorle Selka geb. 10.7.1927 Oktober 1939 Palästina | 25. Juni 2019      | Stolperstein Hebelstr. 13 Selka Dorle | |
| Hebelstraße 13 ·               | Alfred Selka                          | Alfred Selka geb. 10.7.1927 Oktober 1939 Palästina | 25. Juni 2019      | Stolperstein Hebelstr. 13 Selka Alfred | |
| Mittelweg 3 ·                  | Samuel Künstlicher                    | Samuel Künstlicher geb. 25.8.1884 Todesdatum: 21.9.1937 | 25. Juni 2019      | Stolperstein Mittelweg 3 Kuenstlicher Samuel | |
| Mittelweg 3 ·                  | Rosa Künstlicher                      | Rosa Künstlicher, geb. Klein geb. 19.6.1879 Todesdatum: 30.10.1942 Suizid | 25. Juni 2019      | Stolperstein Mittelweg 3 Kuenstlicher Rosa | |
| Mittelweg 3 ·                  | Lotte Künstlicher                     | Lotte Künstlicher geb. 12.7.1915 Flucht 1939 USA, MS Athenia von deutschem U-Boot versenkt Todesdatum: 2.9.1939 | 25. Juni 2019      | Stolperstein Mittelweg 3 Kuenstlicher Lotte | |
| Mittelweg 3 ·                  | Erich Künstlicher                     | Erich Künstlicher geb. 12.9.1920 Flucht 20.7.1939 Schweden | 25. Juni 2019      | Stolperstein Mittelweg 3 KuenstlicherEerich | |
| Martin-Luther-Straße 47 ·      | Rosalie Göller                        | Rosalie Göller, geb. Rosenberger geb. 31.8.1883 Deportation: 26.4.1943 KZ Auschwitz Todesdatum: 30.5.1943 | 25. Juni 2019      | Stolperstein Martin-Luther-Str. 47 Goeller Rosalie | |
| Herderstr. 4 ·                 | Michael Baum                          | Michael Baum geb. 8.2.1883 Deportation: 22.11.1941 KZ Kaunas Todesdatum: 25.11.1941 | 25. Juni 2019      | Stolperstein Herderstr. 4 Baum Michael | |
| Herderstr. 4 ·                 | Frieda Baum                           | Frieda Baum, geb. Klebe geb. 29.10.1881 Deportation: 22.11.1941 KZ Kaunas Todesdatum: 25.11.1941 | 25. Juni 2019      | Stolperstein Herderstr. 4 Baum Frieda | |
| Herderstr. 4 ·                 | Sigfried Baum                         | Sigfried Baum geb. 10.10.1915 Flucht: 1937 Palästina | 25. Juni 2019      | Stolperstein Herderstr. 4 Baum Sigfried | |
| Herderstr. 4 ·                 | Theodor Baum                          | Theodor Baum geb. 12.4.1914 Flucht: 1937 Palästina | 25. Juni 2019      | Stolperstein Herderstr. 4 Baum Theodor | |
| Herderstr. 4 ·                 | Berta Baum                            | Berta Baum geb. 16.4.1920 Flucht: 1939 England Kindertransport | 25. Juni 2019      | Stolperstein Herderstr. 4 Baum Frieda | |
| Weberstraße 15 ·               | Moritz Hainebach                      | Moritz Hainebach geb. 10.8.1872 Deportation: 22.11.1941 Todesdatum: 25.11.1941 | 24. Juni 2019      | Stolperstein Weberstr. 21 Hainebach Moritz | Siehe auch Wiki Artikel |
| Weberstraße 15 ·               | Camille Hainebach                     | Camille Hainebach, geb. Hoffmann geb. 4.11.1875 Deportation: 22.11.1941 Todesdatum: 25.11.1941 | 24. Juni 2019      | Stolperstein Weberstr. 21 Hainebach Camille | |
| Weberstraße 15 ·               | Max Ludwig Hainebach                  | Max Ludwig Hainebach geb. 3.11.1909 Deportation: 22.11.1941 Flucht: 1937 USA | 24. Juni 2019      | Stolperstein Weberstr. 21 Hainebach Ludwig | |
| Falkensteiner Straße 1 ·       | Cary Caroline Simon                   | Cary Caroline Simon, geb. Goldschmidt geb. 26.10.1898 Flucht: 1933 Frankreich Todesdatum: 9.1.1983 | 23. Juni 2019      | | |
| Falkensteiner Straße 1 ·       | Ingeborg Helena Simon                 | Ingeborg Simon geb. 4.11.1923 Flucht: 1933 Frankreich Todesdatum: 13.12.2014 | 23. Juni 2019      | | |
| Falkensteiner Straße 1 ·       | Ruth Yvonne Simon                     | Ruth Simon geb. 28.10.1927 Flucht: 1933 Frankreich Todesdatum: 26.2.1936 | 23. Juni 2019      | | |
| Falkensteiner Straße 1 ·       | Hans Jörg Simon                       | Hans Simon geb. 7.6.1929 Flucht: 1934 Frankreich Todesdatum: 23.10.1934 | 23. Juni 2019      | | |
| Falkensteiner Straße 1 ·       | Frank Dieter Simon                    | Frank Dieter Simon geb. 24.2.1931 Flucht: 1933 Frankreich | 23. Juni 2019      | | |
| Klettenbergstraße 16 ·         | Hedwig Gottschalk                     | Hedwig Gottschalk, geb. Strauß geb. 8.6.1895 Deportation: 19.10.1941 Lodz/Litzmannstadt Todesdatum: unbekannt | 23. Juni 2019      | Stolperstein Klettenbergstr. 16 Gottschalk Hedwig | |
| Klettenbergstraße 16 ·         | Ernst Wolfgang Gottschalk             | Ernst Wolfgang Gottschalk geb. 10.7.1922 Flucht: 1938 Palästina | 23. Juni 2019      | Stolperstein Klettenbergstr. 16 Gottschalk Ernst Wolfgang | |
| Klettenbergstraße 16 ·         | Hans Walter Gottschalk                | Hans Walter Gottschalk geb. 28.1.1924 Flucht: 1938 Palästina | 23. Juni 2019      | Stolperstein Klettenbergstr. 16 Gottschalk Hans Walter | |
| Schwarzburgstraße 26 ·         | Valentin Steinbach                    | Valentin Steinbach geb. 5.7.1891 Haft: 11.9.1936 Frankfurt Klapperfeld 30.12.1936 Frankfurt, Hammelsgasse 19. 3.1937 Frankfurt-Preungesheim 18.6.1937 KZ Lichtenburg 31.7.1937 KZ Buchenwald 29.8.1942 KZ Mauthausen Befreiung: 5.5.1945 | 23. Juni 2019      | Stolperstein Schwarzburgstr. 26 Steinbach Valentin | |
| Baumweg 23 ·                   | Rebecka Bodenheimer                   | Rebekka Bodenheimer, geb. Spier geb. 1.10.1868 Deportation: 1.9.1942 KZ Theresienstadt 29.9.1942 KZ Treblinka tot unbekannt | 23. Juni 2019      | Stolperstein Baumweg 23 Bodenheimer Rebekka | |
| Baumweg 23 ·                   | Hans Bodenheimer                      | Hans Bodenheimer geb. 2.10.1927 Flucht 15.3.1939 England Kindertransport | 23. Juni 2019      | Stolperstein Baumweg 23 Bodenheimer Hans | |
| Baumweg 23 ·                   | Irma Bodenheimer                      | Irma Bodenheimer geb. 2.5.1891 Deportation: 1941 unbekannt tot unbekannt | 23. Juni 2019      | Stolperstein Baumweg 23 Bodenheimer Irma | |
| Baumweg 23 ·                   | Georg Bodenheimer                     | Georg Bodenheimer geb. 2.10.1927 Flucht 15.3.1939 England Kindertransport | 23. Juni 2019      | Stolperstein Naumweg 23 Bodenheimer Georg | |
| Baumweg 23 ·                   | Otto Blancke                          | Otto Blancke geb. 20.9.1876 Deportation: ab Köln 22.10.1941 Litzmannstadt/Lodz 09.05.1942 Kulmhof/Chelmno tot unbekannt | 23. Juni 2019      | Stolperstein Baumweg 23 Blancke Otto | |
| Seumestraße 7 ·                | Rachel Stobiecka                      | Rachel Stobiecka geb. 4.10.1898 Deportation 4.10.1898 Minsk tod unbekannt | 23. Okt 2018       | Stolperstein Seumestr. 7 Stobiecka Ruchel | |
| Rotlintstraße 41 ·             | Willy Zimmerer                        | Willy Zimmerer geb. 16.04.1901 eingewiesen 17.03.1944 Heilanstalt Weilmünster 'verlegt' 13.10.1944 Heilanstalt Hadamar ermordet 18.12.1944                                                                                               | 23. Okt 2018       | Stolperstein Rotlintstr. 41 Zimmerer Willy | Der Stein für Willy Zimmerer war der 75.000. Stolperstein, der in Europa verlegt wurde. |
| Voelckerstraße 11 ·            | Hugo Daniel Sinzheimer                | Hugo Daniel Sinzheimer geb. 12.4.1875 Schutzhaft 1933 Flucht Holland tot 16.9.45 | 23. Okt 2018       | | Siehe auch Wiki Artikel |
| Voelckerstraße 11 ·            | Paula Sinzheimer                      | Paula Sinzheimer geb. Selig geb. 20.5.1890 Flucht 1933 Holland | 23. Okt 2018       | | |
| Voelckerstraße 11 ·            | Gertrud Sinzheimer                    | Gertrud Sinzheimer geb. 13.03.1914 Flucht 1933 Holland 29.11.1943 KZ Westerbork 1944 KZ Bergen-Belsen befreit | 23. Okt 2018       | | |
| Voelckerstraße 11 ·            | Hans-Simon Sinzheimer                 | Hans-Simon Sinzheimer geb. 17.12.1915 Flucht 1933 Holland | 23. Okt 2018       | | |
| Voelckerstraße 11 ·            | Eva Sinzheimer                        | Eva Sinzheimer geb. 18.08.1918 Flucht 1933 Holland deportiert 29.11.1943 KZ Westerbork 1944 KZ Theresienstadt Feb. 1945 per Austausch frei Befreit                                                                                       | 23. Okt 2018       | | |
| Voelckerstraße 11 ·            | Ursula Doris Sinzheimer               | Ursula Doris Sinzheimer geb. 22.02.1922 Flucht 1933 Holland | 23. Okt 2018       | | |
| Hammanstraße 3 ·               | Johanna Wronker                       | Johanna Wronker geb. 24.11.1889 Deportation 18.8.1942 KZ Theresienstadt Ermordet 22.2.1943 | 23. Okt 2018       | Stolperstein Hammanstr. 3 Johanna Wronker | |
| Gaußstraße 41 ·                | Karl Maas                             | Karl Maas geb. 13.11.1885 Schutzhaft 12.11.1938 KZ Buchenwald Deportiert 14.2.1945 KZ Theresienstadt befreit | 23. Okt 2018       | | Umverlegung; · Erstverlegung 23. Okt 2018 Wolfsgangstraße 41 · Siehe auch Wiki Artikel · |
| Fichtestraße 3 ·               | Ludwig Moritz                         | Ludwig Moritz geb. 12.2.1893 9.11.-8.12.1938 KZ Buchenwald Flucht 1939 Bulawayo/Rhodesien | 23. Okt 2018       | Stolperstein Fichtestr. 3 Ludwig Moritz | |
| Fichtestraße 3 ·               | Rosy Moritz                           | Rosy Moritz geb. Prager geb. 18.9.1896 Flucht 1939 Bulawayo/Rhodesien | 23. Okt 2018       | Stolperstein Fichtestr. 3 Rosy Moritz | |
| Fichtestraße 3 ·               | Wally Moritz                          | Wally Moritz geb. 15.02.1929 Flucht 1939 Bulawayo/Rhodesien | 23. Okt 2018       | Stolperstein Fichtestr. 3 Wally Moritz | |
| Fichtestraße 3 ·               | Hannah Moritz                         | Hannah Moritz geb. 23.07.1937 Flucht 1939 Bulawayo/Rhodesien | 23. Okt 2018       | Stolperstein Fichtestr. 3 Moritz Hannah | |
| Elkenbachstraße 6 ·            | Dora Merkel                           | Dora Merkel, geb. Heinemann geb. 18.10.1877 Deportation 7.5.1942 Region Lublin tod unbekannt | 19. Mai 2018       | Stolperstein Elkenbachstr. 6 Dora Merkel | |
| Elkenbachstraße 6 ·            | Ferdinand Merkel                      | Ferdinand Merkel geb.18.08.1880 Haft: 13.- 30.11.1938 Buchenwald Deportation 7.5.1942 Region Lublin tod unbekannt | 19. Mai 2018       | Stolperstein Elkenbachstr. 6 Ferdinand Merkel | |
| Elkenbachstraße 6 ·            | Hedwig Stein                          | Hedwig Stein, geb. Merkel geb. 6.6.1912 Flucht 1939 nach den USA | 19. Mai 2018       | Stolperstein Elkenbachstr. 6 Hedwig Stein | |
| Elkenbachstraße 6 ·            | Ludwig Stein                          | Ludwig Stein geb. 22.11.1904 Haft: 1938 / 1939 Buchenwald Flucht 1939 nach den USA | 19. Mai 2018       | Stolperstein Elkenbachstr. 6 Ludwig Stein | |
| Hermannstraße 14 ·             | Levi Meyer Bendix                     | Levi Meyer Bendix geb. 14.12.1858 Deportation 18.8.1942 KZ Theresienstadt tod 28.10.1942 | 19. Mai 2018       | | |
| Hermannstraße 14 ·             | Lotte Bendix                          | Lotte Bendix geb. 11.12.1908 Flucht England | 18. Mai 2018       | | |
| Hermannstraße 14 ·             | Paul Bendix                           | Paul Bendix geb. 20.11.1895 27. 3.1939 Flucht Shanghai | 18. Mai 2018       | | |
| Melemstraße 6 ·                | Hermann Sondheim                      | Hermann Sondheim geb. 18.10.1883 Deportation 19.10.1941 Lodz / Litzmannstadt tod: unbekannt | 18. Mai 2018       | | |
| Melemstraße 6 ·                | Fanny Grete Sondheim                  | Fanny Grete Sondheim, geb. Altstaedter geb. 14.03.1901 Deportation 19.10.1941 Lodz / Litzmannstadt tod: unbekannt | 18. Mai 2018       | | |
| Melemstraße 6 ·                | Kurt Sondheim                         | Kurt Sondheim geb. 21.6.1926 Flucht 1939 Kindertransport England | 18. Mai 2018       | | |
| Neuhofstraße 33 ·              | Siegfried (Fried) Stern               | Siegfried (Fried) Stern geb. 13.11.1875 Flucht 1937 Holland Inhaftierung 1942 Westerbork tod: unbekannt | 17. Mai 2018       | | |
| Eckenheimer Landstraße 84 ·    | Abraham Ebe                           | Abraham Ebe geb. 10.4.1884 Deportiert 29.10.1938 Polenaktion Zbąszyń/Bentschen 1940 Warschauer Ghetto tod: unbekannt | 17. Mai 2018       | | |
| Eckenheimer Landstraße 84 ·    | Selda Ebe                             | Selda Ebe geb. Eyba geb. 2.4.1884 Deportiert 29.10.1938 Polenaktion Zbąszyń/Bentschen 1940 Warschauer Ghetto tod: unbekannt | 17. Mai 2018       | | |
| Eckenheimer Landstraße 84 ·    | Rosa Ebe                              | Rosa Ebe geb. 10.8.1914 Deportiert 29.10.1938 Polenaktion Zbąszyń/Bentschen 1940 Warschauer Ghetto tod: unbekannt | 17. Mai 2018       | | |
| Eckenheimer Landstraße 84 ·    | Leo Ebe                               | Leo Ebe geb. 07.03.1918 Deportiert 29.10.1938 Polenaktion Zbąszyń/Bentschen 1940 Warschauer Ghetto tod: unbekannt | 17. Mai 2018       | | |
| Eckenheimer Landstraße 84 ·    | Esther Ebe                            | Esther Ebe geb. 5.12 1920 Deportiert 29.10.1938 Polenaktion Zbąszyń/Bentschen 1940 Warschauer Ghetto Flucht Anfang 1939 England | 17. Mai 2018       | | |
| Thomasiusstraße 10 ·           | Karolina Cohn                         | Karolina Cohn geb. 3.7.1929 Deportiert 11.11.1941 Minsk ermordet | 13. Nov 2017       | Cohn Karolina | Von Karolina Cohn wurde, wo das Vernichtungslager Sobibór stand, ein Amulett gefunden und nach Recherchen ihr zugeordnet. Cousine 2. Grades von Anne Frank                                                                     |
| Thomasiusstraße 10 ·           | Richard Cohn                          | Richard Cohn geb. 29.07.1884 Deportiert 11.11.1941 Minsk ermordet | 13. Nov 2017       | Cohn Richard | |
| Thomasiusstraße 10 ·           | Else Cohn                             | Else Cohn geb. Eisemann geb. 19.09.1895 Deportiert 11.11.1941 Minsk ermordet | 13. Nov 2017       | Cohn Else | |
| Thomasiusstraße 10 ·           | Gitta Cohn                            | Gitta Cohn geb. 8.11.1932 Deportiert 11.11.1941 Minsk ermordet | 13. Nov 2017       | Cohn Gitta | |
| Brahmsstraße 8 ·               | Irma Siegel                           | Irma Siegel, geb. Hanauer geb. 27.10.1903 Deportiert 1941 Lodz/Litzmannstadt ermordet | nicht verlegt      | | |
| Brahmsstraße 8 ·               | Julius Siegel                         | Julius Siegel geb.20.03.1900 Deportiert 1941 Lodz/Litzmannstadt ermordet | nicht verlegt      | | |
| Brahmsstraße 8 ·               | Selma Siegel                          | Selma Siegel geb. Gutmann geb. 15.01.1866 Deportiert 1941 Lodz/Litzmannstadt ermordet | nicht verlegt      | | |
| Brahmsstraße 8 ·               | Ruth Siegel                           | Ruth Siegel geb. 04.06.1928 Flucht 1928 Schweiz | nicht verlegt      | Bild gesucht Der Benutzer rolf_acker wünscht sich an dieser Stelle ein Bild vom Ort mit diesen Koordinaten 50.129487 8.688245 . Motiv: Stolperstein für Ruth Siegel Falls du dabei helfen möchtest, erklärt die Anleitung , wie das geht. BW | Siehe auch Wiki Artikel Ruth Westheimer, geb. Siegel, äußerte sich 2010 in einem Interview kritisch über Stolpersteine vor ihrem Geburtshaus: „Es macht keinen Sinn, dass auf den Namen wieder und wieder herumgetreten wird.“ |
| Weberstraße 64 ·               | Andreas Portune                       | Andreas Portune geb. 1875 Im Widerstand/SAP Reichstagsabgeordneter 1943 verhaftet „Hochverrat“ Roßlau Haftfolgen 23.5.1945 | 24. Juni 2017      | Portune Andreas | Siehe auch Wiki Artikel |
| Eckenheimer Landstraße 36 ·    | Elia Elias Leibsohn                   | Elia Elias Leibsohn geb. 06.01.1889 Schutzhaft 1938 Buchenwald Flucht 1939 Belgien Deportation 1942 Cosel/Kozle ermordet | 23. Juni 2017      | | |
| Eckenheimer Landstraße 36 ·    | Helene Leibsohn                       | Helene Leibsohn geb. Geber geb. 02.02.1889 Deportation 1941 Kaunas ermordet 25.11.1941 | 23. Juni 2017      | | |
| Eckenheimer Landstraße 36 ·    | Marie Leibsohn                        | Marie Leibsohn geb. 30.06.1918 Deportation 1941 Kaunas ermordet 25.11.1941 | 23. Juni 2017      | | |
| Eckenheimer Landstraße 36 ·    | Moritz Leibsohn                       | Moritz Leibsohn geb. 21.04.1911 Flucht Frankreich Deportation 1942 Auschwitz | 23. Juni 2017      | | |
| Eckenheimer Landstraße 36 ·    | Heinz Leibsohn                        | Heinz Leibsohn geb. 26.12.1922 Flucht 1939 Palästina | 23. Juni 2017      | | |
| Eckenheimer Landstraße 36 ·    | Simon Leibsohn                        | Simon Leibsohn geb. 20.02.1914 Flucht 1939 USA | 23. Juni 2017      | | |
| Herderstraße 27 ·              | Clara Friesem                         | Clara Friesem geb. 27.12.1908 Im Widerstand/Rote Hilfe Reichstagsabgeordneter 1936 „Hochverrat“ Ravensbrück „Verlegt“ März 1942 Bernburg Ermordet März 1942                                                                              | 23. Juni 2017      | Stolperstein Herderstr. 27 Friesem Clara | |
| Bäckerweg 43 ·                 | Hermann Wetzler                       | Hermann Wetzler geb. 26.10.1881 Deportiert 1942 Theresienstadt 1944 Auschwitz Ermordet | 23. Juni 2017      | Stolperstein Baeckerweg 43 Wetzler Hermann | |
| Bäckerweg 43 ·                 | Bertha Wetzler                        | Bertha Wetzler geb. Stern geb. 31.01.1875 Deportiert 1942 Theresienstadt 1944 Auschwitz Ermordet | 23. Juni 2017      | Stolperstein Baeckerweg 43 Wetzler Bertha | |
| Bäckerweg 43 ·                 | Ilse Wetzler                          | Ilse Wetzler geb. 27.10.1912 Flucht Schweiz | 23. Juni 2017      | Stolperstein Baeckerweg 43 Wetzler Ilse | |
| Bäckerweg 43 ·                 | Berthold Benjamin Wetzler             | Berthold Benjamin Wetzler geb. 09.07.1911 Flucht 1940 USA | 23. Juni 2017      | Stolperstein Baeckerweg 43 Wetzler Berthold B. | |
| Bäckerweg 43 ·                 | Auguste Wetzler                       | Auguste Wetzler geb. Tannenbaum geb. 15.06.1863 Deportiert 1942 Theresienstadt Ermordet 14.12.1942 | 23. Juni 2017      | Stolperstein Baeckerweg 43 Wetzler Auguste | |
| Herderstraße 37 ·              | Zion Benzion Wetzler                  | Zion Benzion Wetzler geb. 21.05.1877 Deportiert 1942 Theresienstadt 1944 Auschwitz ermordet | 23. Juni 2017      | Stolperstein Herderstr. 37 Wetzler Zion Benzion | |
| Herderstraße 37 ·              | Rosa Wetzler                          | Rosa Wetzler geb. Schmitz geb. 16.6.1874 gedemütigt / entrechtet Tot 15.4.1941 | 23. Juni 2017      | Stolperstein Herderstr. 37 Wetzler Rosa | |
| Herderstraße 36 ·              | Eugen Weiss                           | Eugen Weiss geb. 12.06.1873 Deportiert 1941 Kaunas ermordet 25.11.1941 | 23. Juni 2017      | Stolperstein Herderstr. 36 Weiss Eugen | |
| Herderstraße 36 ·              | Jeanette Weiss                        | Jeanette Weiss geb. 15.09.1880 Deportiert 1941 Kaunas ermordet 25.11.1941 | 23. Juni 2017      | Stolperstein Herderstr. 36 Weiss Jeanette | |
| Herderstraße 36 ·              | Martha Weiss                          | Martha Weiss geb. 17.05.1917 Flucht 1936 USA | 23. Juni 2017      | Stolperstein Herderstr. 36 Weiss Martha | |
| Kleebergstraße 3 ·             | Max Hermann Maier                     | Max Hermann Maier geb. 1891 Flucht 1938 Brasilien | 23. Juni 2017      | Stolperstein Kleebergstr. 3 Maier Max Hermann | |
| Kleebergstraße 3 ·             | Mathilde Maier                        | Mathilde Maier geb. Wormser geb. 1896 Flucht 1938 Brasilien | 23. Juni 2017      | Stolperstein Kleebergstr. 3 Maier Mathilde | |
| Kleebergstraße 3 ·             | Margarethe Maier                      | Margarethe Maier geb. Wormser geb. 1921 Flucht 1938 Brasilien | 23. Juni 2017      | Stolperstein Kleebergstr. 3 Maier Margarethe | |
| Oederweg 126 ·                 | Berta Pater                           | Berta Pater geb. Schäfer geb. 17.11.1882 Zeugin Jehovas Verhaftet 1936 Gefängnis Frankfurt Moringen Lichtenburg Ravensbrück Auschwitz Bergen-Belsen Befreit                                                                              | 23. Juni 2017      | Stolperstein Berta Pater | |
| Oederweg 126 ·                 | Anna Köninger                         | Anna Köninger geb. Schäfer geb. 27.03.1880 Zeugin Jehovas Verhaftet 1937 Gefängnis Frankfurt Mannheim Lichtenburg 24.12.1938 entlassen                                                                                                   | 23. Juni 2017      | Stolperstein Koeninger Anna | |
| Sandweg 31 ·                   | Isidor Rosenstein                     | Isidor Rosenstein geb. 23.05.1890 deportiert 1941 Minsk ermordet | 23. Juni 2017      | Stolperstein Rosenstein Isidior | |
| Sandweg 31 ·                   | Therese Rosenstein                    | Therese Rosenstein geb. Fauerbach geb. 10.11.1892 deportiert 1941 Minsk ermordet | 23. Juni 2017      | Stolperstein Rosenstein Therese | |
| Sandweg 31 ·                   | Renate Rosenstein                     | Renate Rosenstein geb. 14.04.1927 Flucht 1940 USA | 23. Juni 2017      | Stolperstein Rosenstein Renate | |
| Sandweg 31 ·                   | Hellmuth Kahn                         | Hellmuth Kahn geb. 08.09.1920 deportiert 1941 Minsk ermordet | 23. Juni 2017      | Stolperstein Kahn Helmut | |
| Sandweg 31 ·                   | Susanne Kahn                          | Susanne Kahn geb. Rosenstein geb. 18.10.1922 deportiert 1941 Minsk ermordet | 23. Juni 2017      | Stolperstein Kahn Susanne | |
| Seumestraße 2 ·                | Selma Klein                           | Selma Klein geb. 08.06.1909 verhaftet 1940 Breitenau Deportiert 1941 Ravensbrück verlegt 26.04.1942 Bernburg ermordet 26.04.1942 | 24. Juni 2017      | Klein Selma | |
| Hegelstraße 16 ·               | Ella Bender                           | Ella Bender geb. 29.3.1896 Deportiert 1942 Theresienstadt / Auschwitz ermordet | 19. Mai 2016       | Stolperstein Hegelstr. 16 Bender Ella | |
| Hegelstraße 16 ·               | Walter Bender                         | Walter Bender geb. 6.12.1892 Deportiert 1942 Theresienstadt / Auschwitz ermordet | 19. Mai 2016       | Stolperstein Hegelstr. 16 Bender Walter | |
| Hegelstraße 16 ·               | Anne Bender                           | Anne Bender geb. 07.04.1905 Flucht England | 19. Mai 2016       | Stolperstein Hegelstr. 16 Bender Anne | |
| Scheffelstraße 17 ·            | Auguste Weissmann                     | Auguste Weissmann geb. 17.04.1871 Flucht Holland deportiert Auschwitz ermordet | 19. Mai 2016       | Stolperstein Scheffelstr. 17 Weissmann Auguste | |
| Neuhaußstraße 9 ·              | Jonathan Sternau                      | Jonathan Sternau geb. 12.09.1895 Suizid ermordet 06.05.1941 | 20. Mai 2016       | | |
| Neuhaußstraße 9 ·              | Tana Sternau                          | Tana Sternau geb. Auerbach geb. 1890 Deportiert 1942 ermordet in besetzten Polen | 20. Mai 2016       | | |
| Heinestraße 15 ·               | Arthur Sidney Ehrmann                 | Arthur Sidney Ehrmann geb. 20.05.1905 deportiert Kaunas ermordet 25.11.1941 | 19. Mai 2016       | Stolperstein Heinestr. 15 Ehrmann Arthur Sidney | |
| Eschersheimer Landstraße 132 · | Hans Herxheimer                       | Hans Herxheimer geb. 29.08.1880 deportiert KZ Theresienstadt ermordet 18.07.1944 | 20. Mai 2016       | Stolperst Eschersheimer Landstr. 132 Herxheimer Hans | |
| Baumweg 20 ·                   | Gustav Sichel                         | Gustav Sichel geb. 08.11.1876 deportiert 1941 Kaunas ermordet 25.11.1941 | 19. Mai 2016       | Stolperstein Baumweg 20 Sichel Gustav | |
| Baumweg 20 ·                   | Helene Sichel                         | Helene SichelGeb. Meierhof geb. 08.11.1877 deportiert 1941 Kaunas ermordet 25.11.1941 | 19. Mai 2016       | Stolperstein Baumweg 20 Sichel Helene | |
| Baumweg 20 ·                   | Hans Jakob Sichel                     | Hans Jakob Sichel geb. 31.03.1915 Flucht 1938 USA überlebt | 19. Mai 2016       | Stolperstein Baumweg 20 Sichel Hans Jakob | |
| Baumweg 20 ·                   | Elli Emilie Sichel                    | Elli Emilie Sichel geb. 19.09.1909 Flucht 1940 Shanghai überlebt | 19. Mai 2016       | Stolperstein Baumweg 20 Sichel Elli Emilie | |
| Baumweg 20 ·                   | Alice Rosa Sichel                     | Alice Rosa Sichel geb. 27.07.1911 Flucht 1940 USA überlebt | 19. Mai 2016       | Stolperstein Baumweg 20 Sichel Alice Rosa | |
| Baumweg 20 ·                   | Gretel Zillie Sichel                  | Gretel Zillie Sichel geb.01.01.1913 Flucht 1937 Rhodesienüberlebt | 19. Mai 2016       | Stolperst Baumweg 20 Sichel Gretel Zilli | |
| Baumweg 20 ·                   | Lotte Sichel                          | Lotte Sichel geb. 26.12.1916 Flucht 1940 USA überlebt | 19. Mai 2016       | Stolperstein Baumweg 20 Sichel Lotte | |
| Scheffelstraße 11 ·            | Gustav Droller                        | Gustav Droller geb. 28.07.1876 Flucht 1935 Frankreich Flucht 1937 Holland Interniert Westerbork deportiert 1944 KZ Bergen-Belsen ermordet 29.10.1944                                                                                     | 19. Mai 2016       | Stolperstein Scheffelstr. 11 Droller Gustav | |
| Scheffelstraße 11 ·            | Rosa Droller                          | Rosa Droller Geb. May geb.04.02.1881 Flucht 1935 Frankreich Tot 30.10.1935 Paris | 19. Mai 2016       | Stolperstein Scheffelstr. 11 Droller Rosa | |
| Scheffelstraße 11 ·            | Curt David Droller                    | Curt David Droller geb.18.11,1912 Flucht 1933 Argentinien | 19. Mai 2016       | Stolperstein Scheffelstr. 11 Droller Curt David | |
| Scheffelstraße 11 ·            | Liesel Droller                        | Liesel Droller geb.13.09.1910 Flucht 1933 Frankreich | 19. Mai 2016       | Stolperstein Scheffelstr. 11 Droller Liesel | |
| Feststraße 16 ·                | Karl Krauskopf                        | Karl Krauskopf geb. 24. Januar 1930 deportiert 16. März 1943 Theresienstadt 16. Oktober 1944 Auschwitz ermordet | 18. Mai 2015       | Stolperstein Feststr. 16 Krauskopf Karl | |
| Feststraße 16 ·                | Arthur Marx                           | Arthur Marx geb. 8. April 1938 deportiert 16. März 1943 Theresienstadt 16. Oktober 1944 Auschwitz ermordet | 18. Mai 2015       | Stolperstein Feststr. 16 Marx Arthur | |
| Feststraße 16 ·                | Bertha Marx geb. Schwanthaler         | Bertha Marx geb. Schwanthaler geb. 26. Oktober 1904 deportiert 16. März 1943 Theresienstadt 16. Oktober 1944 Auschwitz ermordet | 18. Mai 2015       | Stolperstein Feststr. 16 Marx Bertha | |
| Feststraße 16 ·                | Chana Marx                            | Chana Marx geb. 3. März 1943 deportiert 16. März 1943 Theresienstadt 16. Oktober 1944 Auschwitz ermordet | 18. Mai 2015       | Stolperstein Feststr. 16 Marx Chana | |
| Feststraße 16 ·                | Jakob Marx                            | Jakob Marx geb. 7. November 1886 deportiert 16. März 1943 Theresienstadt ermordet | 18. Mai 2015       | Stolperstein Feststr. 16 Marx Jakob | |
| Musikantenweg 45 ·             | Julius Grünewald                      | Julius Grünewald geb. 13. April 1922 Flucht 1936 Uruguay | 18. Mai 2015       | Stolperstein Musikantenweg 45 Gruenewald Julius | |
| Musikantenweg 45 ·             | Inge Grünewald                        | Inge Grünewald geb. 10. April 1930 Flucht 1936 Uruguay | 18. Mai 2015       | Stolperstein Musikantenweg 45 Gruenewald Inge | |
| Musikantenweg 45 ·             | Edgar Grünewald                       | Edgar Grünewald geb. 2. September 1898 deportiert 1. September 1942 Theresienstadt ermordet 27. Juni 1944 | 18. Mai 2015       | Stolperstein Musikantenweg 45 Gruenewald Edgar Josef | |
| Musikantenweg 39 ·             | Berthold Baer                         | Berthold Baer geb. 7. Mai 1877 deportiert 15. September 1942 Theresienstadt ermordet 3. Oktober 1942 | 18. Mai 2015       | Stolperstein Musikantenweg 39 Baer Berthold | |
| Musikantenweg 39 ·             | Jenny Baer geb. Löwenthal             | Jenny Baer geb. Löwenthal geb. 9. Juni 1880 deportiert 15. September 1942 Theresienstadt 15. Mai 1944 Auschwitz ermordet | 18. Mai 2015       | Stolperstein Musikantenweg 39 Baer Jenny | |
| Musikantenweg 39 ·             | Lucia Hess                            | Lucia Hess geb. 8. November 1919 Flucht 1939 | 19. Okt. 2015      | Stolperst Musikantenweg 39 Hess Lucia | |
| Musikantenweg 39 ·             | Alexander Hess                        | Alexander Hess geb. 3. Januar 1891 deportiert 15. September 1942 Theresienstadt 23. Januar 1943 Auschwitz Tod unbekannt | 19. Okt. 2015      | Stolperstein Musikantenweg 39 Hess Alexander | |
| Musikantenweg 39 ·             | Lotte Hess                            | Lotte Hess geb. 29. Oktober 1895 deportiert 15. September 1942 Theresienstadt 23. Januar 1943 Auschwitz Tod unbekannt | 19. Okt. 2015      | Stolperstein Musikantenweg 39 Hess Lotte | |
| Friedberger Landstraße 77 ·    | Fritz Cahen-Brach                     | Fritz Cahen-Brach geb. 22. März 1905 Flucht 1939 Los Angeles verstorben 14. April 1989 | 18. Mai 2015       | Stolperstein Fritz Cahen-Brach Friedberger Landstraße 77 | |
| Friedberger Landstraße 77 ·    | Katharina Cahen-Brach geb. Schwieker  | Katharina Cahen-Brach geb. Schwieker geb. 22. März 1905 Flucht 1939 Los Angeles verstorben 16. Juni 2005 | 18. Mai 2015       | Stolperstein Katharina Cahen-Brach Friedberger Landstraße 77 | |
| Melemstraße 8 ·                | Lucy Liefmann                         | Dr. Lucy Liefmann geb. 21. Juli 1884 tot 3. Januar 1942 Suizid | 17. Mai 2015       | | |
| Heinestraße 3 ·                | Fanny Königsberger                    | Fanny Steinhardt geb. 29. September 1865 deportiert am 1. September 1942 nach Theresienstadt ermordet 10. September 1942 | 16. Mai 2015       | Stolperstein Heinestr. 3 Koenigsberger Fanny | |
| Heinestraße 3 ·                | Gustav Königsberger                   | Gustav Königsberger geb. 28. Mai 1855 deportiert am 1. September 1942 nach Theresienstadt ermordet | 16. Mai 2015       | Stolperstein Heinestr. 3 Koenigsberger Gustav | |
| Heinestraße 3 ·                | Mathilde Königsberger                 | Mathilde Königsberger geb. 16. Dezember 1867 deportiert am 1. September 1942 nach Theresienstadt und 29. September 1942 Treblinka ermordet                                                                                               | 16. Mai 2015       | Stolperstein Heinestr. 3 Koenigsberger Mathilde | |
| Thomasiusstraße 8 ·            | Julius Pappenheimer                   | Julius Pappenheimer geb. 5. März 1892 deportiert am 11. Juni 1942 nach Region Lublin ermordet | 16. Mai 2015       | Stolperstein Thomasiusstr. 8 Pappenheimer Julius | |
| Hermannstraße 1 ·              | Leo Abeles                            | Leo Abeles geb. 2. Oktober 1864 deportiert 18. August 1942 Theresienstadt und 23. September 1942 Treblinka ermordet | 8. Mai 2010        | Stolperstein Hermannstraße 1 Leo Abeles | |
| Herderstraße 11 ·              | Elfriede Abraham                      | Elfriede Abraham geb. 26. August 1925 deportiert 11. November 1941 Minsk ermordet | 21. Juni 2013      | Stolperstein Herderstr. 11 Abraham Elfriede | |
| Herderstraße 11 ·              | Gustav Abraham                        | Gustav Abraham geb. 5. Juli 1885 deportiert 11. November 1941 Minsk ermordet | 21. Juni 2013      | Stolperstein Herderstr. 11 Abraham Gustav | |
| Herderstraße 11 ·              | Jenny Abraham                         | Jenny Abraham geb. Wetzler geb. 20. Juli 1891 deportiert 11. November 1941 Minsk ermordet | 21. Juni 2013      | Stolperstein Herderstr. 11 Abraham Jenny | |
| Herderstraße 11 ·              | Margot Abraham                        | Margot Abraham geb. 24. Februar 1928 deportiert 11. November 1941 Minsk ermordet | 22. Juni 2013      | Stolperstein Herderstr. 11 Abraham Margot | |
| Hebelstraße 13 ·               | Bernhard Adler                        | Bernhard Adler geb. 28. März 1878 deportiert 11. November 1941 Minsk ermordet | 15. Oktober 2004   | Stolperstein Hebelstraße 13 Bernhard Adler | |
| Hebelstraße 13 ·               | Sophie Adler                          | Sophie Adler geb. Strauß geb. 20. Dezember 1881 deportiert 11. November 1941 Minsk ermordet | 15. Oktober 2004   | Stolperstein Hebelstraße 13 Sophie Adler | |
| Hebelstraße 13 ·               | Cäcilia Braunschweiger                | Cäcilia Braunschweiger geb. Löwenthal geb. 28. Oktober 1897 deportiert 11. November 1941 Minsk ermordet | 15. Oktober 2004   | Stolperstein Hebelstraße 13 Cäcilia Braunschweiger | |
| Hebelstraße 13 ·               | Josef Braunschweiger                  | Josef Braunschweiger geb. 11. Juni 1900 deportiert 11. November 1941 Minsk ermordet | 15. Oktober 2004   | Stolperstein Hebelstraße 13 Josef Braunschweiger | |
| Hebelstraße 13 ·               | Irma Viktor                           | Irma Viktor geb. Rosenthal geb. 22. April 1898 deportiert 11. November 1941 Minsk ermordet | 15. Oktober 2004   | Stolperstein Hebelstraße 13 Irma Viktor | |
| Hebelstraße 13 ·               | Isoldor Viktor                        | Isoldor Viktor geb. 22. November 1894 deportiert 11. November 1941 Minsk ermordet | 15. Oktober 2004   | Stolperstein Hebelstraße 13 Isidor Viktor | |
| Hebelstraße 13 ·               | Kurt Viktor                           | Kurt Viktor geb. 14. August 1930 deportiert 11. November 1941 Minsk ermordet | 15. Oktober 2004   | Stolperstein Hebelstraße 13 Kurt Viktor | |
| Hebelstraße 13 ·               | Moritz Viktor                         | Moritz Viktor geb. 26. September 1893 deportiert 11. November 1941 Minsk ermordet | 15. Oktober 2004   | Stolperstein Hebelstraße 13 Moritz Viktor | |
| Hebelstraße 13 ·               | David Weichsel                        | David Weichsel geb. 9. November 1879 deportiert 11. November 1941 Minsk ermordet | 15. Oktober 2004   | Stolperstein Hebelstraße 13 David Weichsel | |
| Hebelstraße 13 ·               | Herbert Weichsel                      | Herbert Weichsel geb. 28. Februar 1922 deportiert 11. November 1941 Minsk ermordet | 15. Oktober 2004   | Stolperstein Hebelstraße 13 Herbert Weichsel | |
| Hebelstraße 13 ·               | Recha Weichsel                        | Recha Weichsel geb. Löwenthal geb. 13. Oktober 1893 deportiert 11. November 1941 Minsk ermordet | 15. Oktober 2004   | Stolperstein Hebelstraße 13 Recha Weichsel | |
| Hebelstraße 13 ·               | Gerty Katz                            | Gerty Katz geb. Weichsel geb. 31. Dezember 1880 deportiert 11. November 1941 Minsk ermordet | 15. Oktober 2004   | Stolperstein Hebelstraße 13 Gerty Katz | |
| Hebelstraße 13 ·               | Nanni Katz                            | Nanni Katz geb. Löwenthal geb. 6. Mai 1890 deportiert 11. November 1941 Minsk ermordet | 15. Oktober 2004   | Stolperstein Hebelstraße 13 Nanni Katz | |
| Hebelstraße 13 ·               | Samy Katz                             | Samy Katz geb. 26. August 1908 deportiert 11. November 1941 Minsk ermordet | 15. Oktober 2004   | Stolperstein Hebelstraße 13 Samy Katz | |
| Hebelstraße 13 ·               | Leopold Löwenthal                     | Leopold Löwenthal geb. 19. Juni 1863 deportiert 18. August 1942 Theresienstadt und am 26. September 1942 Treblinka ermordet | 15. Oktober 2004   | Stolperstein Hebelstraße 13 Leopold Löwenthal | |
| Hebelstraße 13 ·               | Karolina Neumann                      | Karolina Neumann geb. 3. November 1894 deportiert 11. November 1941 Minsk ermordet | 15. Oktober 2004   | Stolperstein Hebelstraße 13 Lina Neumann | |
| Hebelstraße 13 ·               | Settchen Neumann                      | Settchen Neumann geb. Stern geb. 27. August 1868 deportiert 18. August 1942 Theresienstadt ermordet 17. September 1942 | 15. Oktober 2004   | Stolperstein Hebelstraße 13 Settchen Neumann | |
| Hebelstraße 13 ·               | Hugo Rothschild                       | Hugo Rothschild geb. 3. Februar 1901 deportiert 22. November 1941 Kaunas ermordet 25. November 1941 | 15. Oktober 2004   | Stolperstein Hebelstraße 13 Hugo Rothschild | |
| Hebelstraße 13 ·               | Moses Max Speier                      | Moses Max Speier geb. 30. April 1891 deportiert 11. November 1941 Minsk ermordet | 15. Oktober 2004   | Stolperstein Hebelstraße 13 Moses Max Speier | |
| Hebelstraße 13 ·               | Brunhilde Strauss                     | Brunhilde Strauss geb. 23. November 1928 deportiert 11. November 1941 Minsk ermordet | 15. Oktober 2004   | Stolperstein Hebelstraße 13 Brunhilde Strauss | |
| Hebelstraße 13 ·               | Helene Strauss                        | Helene Strauss geb. Lehmann geb. 14. Februar 1878 deportiert 11. November 1941 Minsk ermordet | 15. Oktober 2004   | Stolperstein Hebelstraße 13 Helene Strauss | |
| Hebelstraße 13 ·               | Josef Strauss                         | Josef Strauss geb. 13. Januar 1878 deportiert 11. November 1941 Minsk ermordet | 15. Oktober 2004   | Stolperstein Hebelstraße 13 Josef Strauss | |
| Oberweg 56 ·                   | Karl Altschul                         | Karl Altschul geb. 20. September 1857 deportiert 15. September 1942 Theresienstadt ermordet 6. November 1942 | 11. November 2003  | Stolperstein Oberweg 56 Karl Altschul | |
| Lichtensteinstraße 2 ·         | Henny Arndt geb. Bober                | Henny Arndt geb. Bober geb. 24. August 1907 deportiert 19. Oktober 1941 Łódź ermordet | 17. Februar 2009   | Stolperstein Lichtensteinstraße 2 Henny Arndt | |
| Mittelweg 8 ·                  | Fred Bauernfreund                     | Fred Bauernfreund geb. 23. September 1927 deportiert 19. Oktober 1941 Łódź ermordet | 14. September 2005 | Stolperstein Mittelweg 8–10 für Fred Bauernfreund | |
| Mittelweg 8 ·                  | Hans Bauernfreund                     | Hans Bauernfreund geb. 16. Februar 1936 deportiert 19. Oktober 1941 Łódź ermordet | 14. September 2005 | Stolperstein Mittelweg 8–10 für Hans Bauernfreund | |
| Mittelweg 8 ·                  | Heinrich Bauernfreund                 | Heinrich Bauernfreund geb. 16. Oktober 1890 deportiert 19. Oktober 1941 Łódź ermordet | 14. September 2005 | Stolperstein Mittelweg 8–10 für Heinrich Bauernfreund | |
| Mittelweg 8 ·                  | Johanna Bauernfreund geb. Schwarz     | Johanna Bauernfreund geb. Schwarz geb. 15. Juni 1902 deportiert 19. Oktober 1941 Łódź ermordet | 14. September 2005 | Stolperstein Mittelweg 8–10 für Johanna Bauernfreund | |
| Mittelweg 10 ·                 | Hermine Meier                         | Hermine Meier geb. 23. April 1871 deportiert 15. September 1942 Theresienstadt und 16. Mai 1944 Auschwitz ermordet | 14. September 2005 | Stolperstein Mittelweg 8–10 für Hermine Meier | |
| Mittelweg 10 ·                 | Josef Meier                           | Josef Meier geb. 25. Juni 1876 deportiert 15. September 1942 Theresienstadt ermordet | 14. September 2005 | Stolperstein Mittelweg 8–10 für Josef Meier | |
| Mittelweg 10 ·                 | Mathilde Marx                         | Mathilde Marx geb. 17. August 1873 deportiert 15. September 1941 Theresienstadt und Auschwitz ermordet | 14. September 2005 | Stolperstein Mittelweg 8–10 für Mathilde Marx | |
| Mittelweg 10 ·                 | Johanna Rothschild                    | Johanna Rothschild geb. 23. Mai 1868 deportiert 15. September 1941 Theresienstadt 18. Dezember 1943 Auschwitz ermordet | 14. September 2005 | Stolperstein Mittelweg 8–10 für Johanna Rothschild | |
| Schwarzburgstraße 50 ·         | Bernhard Becker                       | Bernhard Becker geb. 7. Dezember 1914 27. November 1937 Gestapohaft ermordet 14. Dezember 1937 | 15. Oktober 2004   | Stolperstein Schwarzburgstraße 50 Bernhard Becker | |
| Weberstraße 72 ·               | Henriette Bender                      | Henriette Bender geb. Lehmann geb. 19. August 1878 deportiert 1942 Region Lublin ermordet | 11. Mai 2012       | Stolpersteine Weberstraße 72 Bender, Henriette | |
| Mittelweg 5 ·                  | Leo Böttigheimer                      | Leo Böttigheimer geb. 9. Juni 1886 deportiert 29. Januar 1943 Westerbork deportiert 2. März 1943 Auschwitz ermordet | 14. September 2005 | | |
| Mittelweg 5 ·                  | Else Böttigheimer                     | Else Böttigheimer geb. Levy geb. 3. Februar 1901 deportiert 29. Januar 1943 Westerbork deportiert 2. März 1943 Auschwitz ermordet | 14. September 2005 | | |
| Merianstraße 39 ·              | Blanka Brück geb. Blumhof             | Blanka Brück geb. Blumhof geb. 24. Oktober 1896 deportiert 20. September 1943 Auschwitz ermordet 1. Dezember 1943 | 11. Mai 2012       | Stolpersteine Merianstraße 39 Brueck, Blanka | |
| Eschersheimer Landstraße 10 ·  | Benedikt Cahn                         | Benedikt Cahn geb. 16. März 1874 deportiert 16. Juni 1943 Theresienstadt ermordet 6. Januar 1944 | 25. April 2008     | Stolperstein Eschersheimer Landstraße 10 Benedikt Cahn | |
| Eschersheimer Landstraße 10 ·  | Irmgard Cahn                          | Irmgard Cahn geb. 28. Oktober 1919 deportiert 16. Juni 1943 Theresienstadt und Auschwitz ermordet | 25. April 2008     | Stolperstein Eschersheimer Landstraße 10 Irmgard Cahn | |
| Eschersheimer Landstraße 10 ·  | Margarete Cahn geb. Wiener            | Margarete Cahn geb. Wiener geb. 24. April 1899 deportiert 16. Juni 1943 Theresienstadt und Auschwitz | 25. April 2008     | Stolperstein Eschersheimer Landstraße 10 Margarete Cahn | |
| Eiserne Hand 35 ·              | Abraham Silbermann                    | Abraham Silbermann geb. Brandsdorfer Jg. 1885 ausgewiesen 1938 Polen ermordet in Auschwitz | 11. November 2003  | | |
| Eiserne Hand 35 ·              | Minna Silbermann geb. Brandsdorfer    | Minna Silbermann geb. Brandsdorfer Jg. 1890 ausgewiesen 1938 Polen ermordet in Auschwitz | 11. November 2003  | | |
| Eiserne Hand 35 ·              | Luise Cahn geb. Lehmann               | Luise Cahn geb. Lehmann geb. 15. April 1876 deportiert 22. November 1941 Kaunas ermordet 25. November 1911 | 11. November 2003  | | |
| Gaußstraße 16 ·                | Moritz Carlebach                      | Moritz Carlebach geb. 8. Oktober 1878 deportiert 12. November 1938 Buchenwald ermordet 29. März 1939 | 7. Mai 2010        | Stolperstein Gaußstraße 16 Moritz Carlebach | |
| Gaußstraße 16 ·                | Sophie Carlebach geb. Runkel          | Sophie Carlebach geb. Runkel geb. 17. August 1887 deportiert 8. Mai 1942 Region Lublin ermordet | 7. Mai 2010        | Stolperstein Gaußstraße 16 Sophie Carlebach | |
| Vogtstraße 35–37 ·             | Carola Domar geb. Rosenthal           | Carola Domar geb. Rosenthal geb. 17. Dezember 1919 Flucht 1939 nach England überlebte | 15. Oktober 2004   | Stolperstein Vogtstraße 35–37 Karola Domar | |
| Aystettstraße 6 ·              | Elise Ebertsheim geb. Bloch           | Elise Ebertsheim geb. Bloch geb. 28. Juni 1876 deportiert 15. September 1942 Theresienstadt ermordet 19. Oktober 1942 | 7. Mai 2010        | Stolperstein Aystettstraße 6-Elise Ebertsheim | |
| Aystettstraße 6 ·              | Siegfried Ebertsheim                  | Siegfried Ebertsheim geb. 20. Oktober 1870 deportiert 15. September 1942 Theresienstadt ermordet 5. Juli 1943 | 5. November 2007   | Stolperstein Aystettstraße 6-Siegfried Ebertsheim | |
| Luisenstraße 35 ·              | Frieda Eckert geb. Spitz              | Frieda Eckert geb. Spitz geb. 2. August 1901 deportiert 25. Mai 1943 Auschwitz ermordet 10. Dezember 1943 | 13. Mai 2012       | Stolpersteine Luisenstraße 35 Eckert, Frieda | |
| Wolfsgangstraße 51 ·           | Albert Erlanger                       | Albert Erlanger geb. 23. April 1879 Suizid tot 25. Mai 1943 | 3. Juni 2011       | Stolperstein Wolfsgangstr. 51 Albert Erlanger | |
| Günthersburgallee 43 ·         | Julius Flörsheim                      | Julius Flörsheim geb. 25. Oktober 1883 deportiert 19. Oktober 1941 Łódź ermordet | 11. November 2003  | | |
| Günthersburgallee 43 ·         | Jenny Klara Flörsheim geb. Rothschild | Jenny Klara Flörsheim geb. Rothschild geb. 20. April 1895 deportiert 19. Oktober 1941 Łódź ermordet | 11. November 2003  | | |
| Günthersburgallee 43 ·         | Kurt Flörsheim                        | Kurt Flörsheim geb. 22. Februar 1925 deportiert 19. Oktober 1941 Łódź ermordet | 11. November 2003  | | |
| Günthersburgallee 43 ·         | Frieda Stein geb. Klein               | Frieda Stein geb. Klein geb. 23. März 1884 deportiert 15. September 1942 Theresienstadt ermordet 21. Juni 1943 | 3. September 2008  | Stolperstein Günthersburgallee 43 Frieda Stein | |
| Günthersburgallee 43 ·         | Max Stein                             | Max Stein geb. 13. Mai 1873 deportiert 15. September 1942 Theresienstadt ermordet 1. Januar 1943 | 3. September 2008  | Stolperstein Günthersburgallee 43 Max Stein | |
| Günthersburgallee 43 ·         | Simon Stein                           | Simon Stein geb. 13. September 1877 deportiert 15. September 1942 Theresienstadt ermordet 4. Februar 1943 | 3. September 2008  | Stolperstein Günthersburgallee 43 Simon Stein | |
| Fichtestraße 3 ·               | Karoline Flörsheim geb. Goldschmidt   | Karoline Flörsheim geb. Goldschmidt geb. 24. April 1881 deportiert 22. November 1941 Kaunas ermordet 25. November 1941 | 9. Mai 2010        | Stolperstein Fichtestraße 7 Lina Floersheim | |
| Fichtestraße 3 ·               | Betty Goldschmidt                     | Betty Goldschmidt geb. 24. August 1878 deportiert 22. November 1941 Kaunas ermordet 25. November 1941 | 9. Mai 2010        | Stolperstein Fichtestraße 7 Betty Goldschmidt | |
| Nesenstraße 7 ·                | Berta Friedmann geb. Ziegelmann       | Berta Friedmann geb. Ziegelmann geb. 5. Februar 1916 deportiert 22. November 1941 Kaunas ermordet 25. November 1941 | 5. März 2007       | Stolperstein Nesenstraße 7 Berta Friedmann | |
| Eschenheimer Anlage 20 ·       | Hilda Frohmann geb. Floersheim        | Hilda Frohmann geb. Floersheim geb. 26. September 1871 Suizid tot 24. Februar 1935 | 1. Juni 2010       | Stolperstein Eschenheimer Anlage 20 Hilda Frohmann | |
| Vogelsbergstraße 30 ·          | Irmgard Gans                          | Irmgard Gans geb. 7. Juli 1928 deportiert 1942 Region Lublin ermordet | 22. Juni 2013      | Stolperstein Vogelsbergstr. 30 Gans Irmgard | |
| Vogelsbergstraße 30 ·          | Jenny Gans geb. Oppenheimer           | Jenny Gans geb. Oppenheimer geb. 20. Juni 1890 deportiert 1942 Region Lublin ermordet | 22. Juni 2013      | Stolperstein Vogelsbergstr. 30 Jenny Irmgard | |
| Palmstraße 13 ·                | Adolf Hamburger                       | Adolf Hamburger geb. 19. Mai 1876 deportiert 22. November 1941 Kaunas ermordet 25. November 1941 | 17. Februar 2009   | Stolperstein Palmstraße 13 Adolf Hamburger | |
| Palmstraße 13 ·                | Anna Bravmann geb. Baum               | Anna Bravmann geb. Baum geb. 27. Oktober 1884 Suizid tot 12. September 1942 | 17. Februar 2009   | Stolperstein Palmstraße 13 Anna Bravmann | |
| Palmstraße 13 ·                | Arthur Bravmann                       | Arthur Bravmann geb. 15. September 1925 Suizid tot 15. Februar 1942 | 17. Februar 2009   | Stolperstein Palmstraße 13 Arthur Bravmann | |
| Palmstraße 13 ·                | Ilse Bravmann                         | Ilse Bravmann geb. 11. Juni 1923 Suizid tot 12. September 1942 | 17. Februar 2009   | Stolperstein Palmstraße 13 Ilse Bravmann | |
| Palmstraße 13 ·                | Jakob Bravmann                        | Jakob Bravmann geb. 14. Dezember 1885 Suizid tot 26. August 1942 | 17. Februar 2009   | Stolperstein Palmstraße 13 Jakob Bravmann | |
| Friedberger Landstraße 125 ·   | Frieda Hammel geb. Theisebach         | Frieda Hammel geb. Theisebach geb. 27. April 1880 deportiert 8. Mai 1942 Region Lublin ermordet | 25. April 2008     | Stolperstein Friedberger Landstraße 125 Frieda Hammel | |
| Friedberger Landstraße 125 ·   | Karl Hammel                           | Karl Hammel geb. 7. April 1884 deportiert 24. Mai 1942 Region Lublin ermordet | 25. April 2008     | Stolperstein Friedberger Landstraße 125 Karl Hammel | |
| Friedberger Landstraße 125 ·   | Liselotte Hammel                      | Liselotte Hammel geb. 30. Januar 1920 deportiert 8. Mai 1942 Region Lublin ermordet | 25. April 2008     | Stolperstein Friedberger Landstraße 125 Liselotte Hammel | |
| Neuhaußstraße 27 ·             | Gustav Hirsch                         | Gustav Hirsch geb. 21. Dezember 1882 Suizid tot 17. März 1939 | 5. Juni 2011       | Stolpersteine Neuhausstraße 36 | |
| Egenolffstraße 29 ·            | Gustav Hoch                           | Gustav Hoch geb. 21. Mai 1876 deportiert 15. September 1942 Theresienstadt ermordet 14. Januar 1943 | 25. April 2008     | Stolperstein Egenolffstraße 29 Gustav Hoch | |
| Melemstraße 19 ·               | Rudolf Jacob                          | Rudolf Jacob geb. 22. Februar 1869 Suizid tot 16. Januar 1936 | 11. Mai 2012       | Stolpersteine Melemstr. 19 | |
| Julius-Heymann-Straße 7 ·      | Oskar Junghans                        | Oskar Junghans geb. 6. Juni 1904 deportiert 10. September 1942 Mauthausen ermordet 10. Januar 1942 | 13. Mai 2012       | Stolperstein Julius-Heymann-Str. 12 Junghans Oskar | |
| Julius-Heymann-Straße 7 ·      | Rosa Junghans                         | Rosa Junghans geb. Lyon geb. 4. Oktober 1881 deportiert 10. April 1942 Region Lublin ermordet | 13. Mai 2012       | Stolperstein Julius-Heymann-Str. 12 Junghans Rosa | |
| Julius-Heymann-Straße 7 ·      | Hugo Junghans                         | Hugo Junghans geb. 24. Januar 1906 deportiert 15. September 1942 Theresienstadt 28. September 1944 KZ Auschwitz ermordet | 13. Mai 2012       | | |
| Julius-Heymann-Straße 7 ·      | Erna Fuld                             | Erna Fuld geb. Junghans geb. 4. Dezember 1909 deportiert 11. Juni 1942 Region Lublin ermordet | 13. Mai 2012       | Stolperstein Julius-Heymann-Str. 12 Fuld Erna | |
| Julius-Heymann-Straße 7 ·      | Julius Fuld                           | Julius Fuld geb. 13. März 1906 deportiert 11. Juni 1942 Region Lublin Majdanek ermordet | 13. Mai 2012       | Stolperstein Julius-Heymann-Str. 12 Fuld Julius | |
| Julius-Heymann-Straße 7 ·      | Kurt Fuld                             | Kurt Fuld geb. 14. August 1930 deportiert 11. Juni 1942 Region Lublin ermordet | 13. Mai 2012       | Stolperstein Julius-Heymann-Str. 12 Fuld Kurt | |
| Scheffelstraße 22 ·            | Irene Kahn                            | Irene Kahn geb. 21. September 1910 deportiert 1941 Haft in Ravensbrück ermordet 24. März 1942 | 15. Oktober 2004   | Stolperstein Scheffelstraße 22 Irene Kahn | |
| Scheffelstraße 22 ·            | Recha Mannheimer geb. Kahn            | Recha Mannheimer geb. Kahn geb. 27. August 1867 deportiert 18. August 1942 Theresienstadt und am 26. September 1942 Treblinka ermordet                                                                                                   | 15. Oktober 2004   | Stolperstein Scheffelstraße 22 Recha Mannheimer | |
| Weberstraße 13 ·               | Elise Kaufmann geb. Klein             | Elise Kaufmann geb. Klein geb. 25. November 1902 deportiert 26. Januar 1942 Ravensbrück 26. März 1942 Auschwitz ermordet 1. Februar 1942                                                                                                 | 17. Februar 2009   | Stolperstein Weberstraße 13 Elise Kaufmann | |
| Oberweg 4 ·                    | Günther Kaufmann                      | Günther Kaufmann geb. 16. Januar 1922 deportiert 6. März 1943 Westerbork 18. Januar 1944 Theresienstadt 28. September 1944 Auschwitz 10. Oktober 1944 Dachau ermordet 4. Mai 1945                                                        | 11. November 2003  | Stolperstein Oberweg 4 Günther Kaufmann | |
| Oberweg 4 ·                    | Karl Kaufmann                         | Karl Kaufmann geb. 31. Juli 1893 deportiert 15. September 1942 Theresienstadt und Auschwitz ermordet | 11. November 2003  | Stolperstein Oberweg 4 Karl Kaufmann | |
| Oberweg 4 ·                    | Klara Kaufmann geb. Diebach           | Klara Kaufmann geb. Diebach geb. 28. Mai 1895 deportiert 15. September 1942 Theresienstadt und Auschwitz ermordet | 11. November 2003  | Stolperstein Oberweg 4 Klara Kaufmann | |
| Schwarzburgstraße 51 ·         | Jan Laurinec                          | Jan Laurinec geb. 11. Mai 1901 deportiert 1943 Buchenwald ermordet 24. August 1944 | 9. Mai 2010        | Stolperstein Schwarzburgstraße 51 Jan Laurinec | |
| Oberweg 58 ·                   | Isaak Levi                            | Isaak Levi geb. 30. Oktober 1884 deportiert Juni 1942 Majdanek ermordet 1. August 1942 | 11. November 2003  | Stolperstein Oberweg 58 Isaak Levi | |
| Oberweg 58 ·                   | Karl Levi                             | Karl Levi geb. 30. Juli 1926 deportiert Juni 1942 Majdanek ermordet 28. August 1942 | 11. November 2003  | Stolperstein Oberweg 58 Karl Levi | |
| Oberweg 58 ·                   | Kathinka Levi geb. Sichel             | Kathinka Levi geb. Sichel geb. 11. März 1891 deportiert Juni 1942 Majdanek ermordet ?.8.1942 | 11. November 2003  | Stolperstein Oberweg 58 Kathinka Levi | |
| Höhenstraße 18 ·               | Regina Levitus geb. Lesegeld          | Regina Levitus geb. Lesegeld geb. 18. Juni 1902 deportiert 1942 Region Lublin ermordet | 6. November 2007   | Stolperstein Höhenstraße 18 Regina Levitus | |
| Höhenstraße 18 ·               | Jossel Levitus                        | Jossel Levitus geb. 23. Februar 1930 deportiert 1942 Region Lublin ermordet | 6. November 2007   | Stolperstein Höhenstraße 18 Jossel Levitus | |
| Palmstraße 5 ·                 | Carola Liebhold geb. Heidelberger     | Carola Liebhold geb. Heidelberger geb. 17. Februar 1887 deportiert 1942 Region Lublin ermordet | 13. Mai 2012       | Stolpersteine Palmstraße 5 Liebhold, Carola | |
| Weberstraße 29 ·               | Klara Loeb                            | Klara Loeb geb. 6. August 1895 deportiert ? ermordet | 3. Juni 2011       | Stolperstein Weberstr. 29 Loeb Klara | |
| Weberstraße 29 ·               | Rosa Loeb                             | Rosa Loeb geb. 17. Mai 1897 deportiert 18. August 1942 Theresienstadt ermordet 15. Februar 1943 | 3. Juni 2011       | Stolperstein Weberstr. 29 Loeb Rosa | |
| Eysseneckstraße 33 ·           | Kurt Joseph Marx                      | Kurt Joseph Marx geb. 25. April 1922 Drancy 6. März 1943 Majdanek ermordet | 5. März 2007       | Stolperstein Eysseneckstraße 33 Kurt Marx | |
| Gaussstraße 14 ·               | Erna May geb. Gottlieb                | Erna May geb. Gottlieb geb. 15. September 1895 deportiert 8. Mai 1942 Izbica und Sobibor ermordet | 19. Oktober 2006   | Stolperstein Gaußstraße 14 für Erna May | |
| Gaussstraße 14 ·               | Jakob May                             | Jakob May geb. 17. März 1886 deportiert 8. Mai 1942 Majdanek ermordet | 19. Oktober 2006   | Stolperstein Gaußstraße 14 für Jakob May | |
| Gaussstraße 14 ·               | Hugo Moses                            | Hugo Moses geb. 19. Juli 1888 Januar 1943 Auschwitz ermordet 7. Februar 1943 | 19. Oktober 2006   | Stolperstein Gaußstraße 14 für Hugo Moses | |
| Gaussstraße 14 ·               | Helene Neuhaus geb. Seligmann         | Helene Neuhaus geb. Seligmann geb. 14. September 1909 Westerbork und Sobibor ermordet 7. Mai 1943 | 19. Oktober 2006   | Stolperstein Gaußstraße 14 für Helene Neuhaus | |
| Gaussstraße 14 ·               | Justin Neuhaus                        | Justin Neuhaus geb. 30. September 1900 Westerbork und Sobibor ermordet 21. Mai 1943 | 19. Oktober 2006   | Stolperstein Gaußstraße 14 für Justin Neuhaus | |
| Gaussstraße 14 ·               | Peter David Neuhaus                   | Peter David Neuhaus geb. 27. Juni 1938 Westerbork und Sobibor ermordet 7. Mai 1943 | 19. Oktober 2006   | Stolperstein Gaußstraße 14 für Peter David Neuhaus | |
| Gaussstraße 14 ·               | Nathan Gottlieb                       | Nathan Gottlieb geb. 26. Februar 1862 deportiert 15. September 1942 Theresienstadt ermordet 1. Oktober 1943 | 19. Oktober 2006   | Stolperstein Gaußstraße 14 für Nathan Gottlieb | |
| Gaussstraße 14 ·               | Erich Mannheimer                      | Erich Mannheimer geb. 23. Februar 1920 Zur deportiert 7. Mai 1942 abgeholt tot 7. Mai 1942 | 19. Oktober 2006   | Stolperstein Gaußstraße 14 für Erich Mannheimer | |
| Gaussstraße 14 ·               | Erna Mannheimer geb. Ornstein         | Erna Mannheimer geb. Ornstein geb. 23. Februar 1891 deportiert 7. Mai 1942 Izbica und Sobibor ermordet | 19. Oktober 2006   | Stolperstein Gaußstraße 14 für Erna Mannheimer | |
| Gaussstraße 14 ·               | Salomon Wald                          | Salomon Wald geb. 17. Oktober 1882 deportiert August 1941 Jasenovac ermordet 27. November 1941 | 19. Oktober 2006   | Stolperstein Gaußstraße 14 für Salomon Wald | |
| Bornwiesenweg 34 ·             | Adelheid Oberlaender geb. Wolff       | Adelheid Oberlaender geb. Wolff geb. 8. Februar 1897 deportiert 11. November 1941 Minsk ermordet | 8. Mai 2010        | Stolperstein Bornwiesenweg 34 Adelheid Oberlaender | |
| Bornwiesenweg 34 ·             | Alice Oberlaender                     | Alice Oberlaender geb. 6. August 1924 deportiert 11. November 1941 Minsk ermordet | 8. Mai 2010        | Stolperstein Bornwiesenweg 34 Alice Oberlaender | |
| Bornwiesenweg 34 ·             | Fritz Oberlaender                     | Fritz Oberlaender geb. 30. Juni 1884 deportiert 11. November 1941 Minsk ermordet | 8. Mai 2010        | Stolperstein Bornwiesenweg 34 Fritz Oberlaender | |
| Bornwiesenweg 34 ·             | Berta Aumann geb. Oestrich            | Berta Aumann geb. Oestrich geb. 23. Dezember 1913 deportiert 15. September 1942 Theresienstadt und Auschwitz ermordet | 8. Mai 2010        | Stolperstein Bornwiesenweg 34 Berta Aumann | |
| Bornwiesenweg 34 ·             | Jossy Aumann                          | Jossy Aumann geb. 29. Dezember 1941 deportiert 15. September 1942 Theresienstadt ermordet | 8. Mai 2010        | Stolperstein Bornwiesenweg 34 Jossy Aumann | |
| Bornwiesenweg 34 ·             | Judis Aumann                          | Judis Aumann geb. 3. Februar 1940 deportiert 15. September 1942 Theresienstadt ermordet | 8. Mai 2010        | Stolperstein Bornwiesenweg 34 Judis Aumann | |
| Mittelweg 12 ·                 | Berta Plaut geb. Schimmel             | Berta Plaut geb. Schimmel geb. 25. Mai 1906 deportiert 1942 ? ermordet | 14. September 2009 | Stolperstein Mittelweg 12 Berta Plaut | |
| Mittelweg 12 ·                 | Egele Plaut                           | Egele Plaut geb. 10. November 1938 deportiert 1942 ? ermordet | 14. September 2009 | Stolperstein Mittelweg 12 Egele Plaut | |
| Mittelweg 12 ·                 | Martin Plaut                          | Martin Plaut geb. 10. Februar 1935 deportiert 1942 ? ermordet | 14. September 2009 | Stolperstein Mittelweg 12 Martin Plaut | |
| Holzhausenstraße 3 ·           | Desy Pollitz                          | Desy Pollitz geb. 26. Juni 1872 deportiert 1. September 1942 Theresienstadt ermordet 16. März 1943 | 3. Juni 2011       | Stolperstein Holzhausenstraße 3 Desy Pollitz | |
| Wolfsgangstraße 41 ·           | Hugo Reiss                            | Hugo Reiss geb. 21. Juni 1894 Flucht 1937 Italien und 1939 Chile überlebte | 3. Juni 2011       | Stolperstein Wolfsgangstr. 41 Reiss Hugo | |
| Wolfsgangstraße 41 ·           | Jette Reiss                           | Jette Reiss geb. 20. Januar 1875 deportiert 19. Oktober 1941 Łódź ermordet 5. Juli 1942 | 3. Juni 2011       | Stolperstein Wolfsgangstr. 41 Reiss Jette | |
| Wolfsgangstraße 41 ·           | Moses Max Reiss                       | Moses Max Reiss geb. 25. Oktober 1866 deportiert 19. Oktober 1941 Łódź ermordet | 3. Juni 2011       | Stolperstein Wolfsgangstr. 41 Reiss Moses | |
| Scheffelstraße 24 ·            | Cäcilie Rosenfeld geb. Simons         | Cäcilie Rosenfeld geb. Simons geb. 23. Dezember 1875 deportiert 1. September 1942 Theresienstadt 18. Dezember 1943 Auschwitz ermordet | 11. November 2011  | Stolperstein Scheffelstraße 24 Cäcilie Rosenfeld | |
| Musikantenweg 21 ·             | Fanny Rosenthal geb. Sulzbacher       | Fanny Rosenthal geb. Sulzbacher geb. 14. November 1898 deportiert Juni 1942 Region Lublin ermordet | 11. Mai 2012       | Stolperstein Musikantenweg 21 Rosenthal Fanny | |
| Musikantenweg 21 ·             | Julius Rosenthal                      | Julius Rosenthal geb. 8. April 1885 deportiert Juni 1942 Region Lublin ermordet | 11. Mai 2012       | Stolperstein Musikantenweg 21 Rosenthal Julius | |
| Neuhaußstraße 3 ·              | Franziska Rosenthal geb. Hess         | Franziska Rosenthal geb. Hess geb. 29. Dezember 1860 Folgen des Pogroms Tot 22. November 1938 | 8. Mai 2010        | Stolperstein Neuhaußstraße 3 Franziska Rosenthal | |
| Neuhaußstraße 3 ·              | Samuel Rosenthal                      | Samuel Rosenthal geb. 15. November 1861 deportiert Westerbork 17. März 1943 Sobibor ermordet 2. April 1943 | 8. Mai 2010        | Stolperstein Neuhaußstraße 3 Samuel Rosenthal | |
| Neuhaußstraße 3 ·              | Sophie Rosenthal                      | Sophie Rosenthal geb. 28. März 1888 deportiert Westerbork 17. März 1943 Sobibor ermordet 2. April 1943 | 8. Mai 2010        | Stolperstein Neuhaußstraße 3 Sophie Rosenthal | |
| Querstraße 1 ·                 | Lina Sander geb. Baer                 | Lina Sander geb. Baer geb. 19. November 1864 deportiert 15. September 1942 Theresienstadt ermordet 6. Oktober 1942 | 3. September 2008  | Stolperstein Querstraße 1 Lina Sander | |
| Querstraße 1 ·                 | Salomon Sander                        | Salomon Sander geb. 17. September 1866 deportiert 15. September 1942 Theresienstadt ermordet 21. Oktober 1942 | 3. September 2008  | Stolperstein Querstraße 1 Salomon Sander | |
| Rotlintstr 98 ·                | Chaim Isaac Saphir                    | Chaim Isaac Saphir geb. 1. April 1866 ausgewiesen 1938 Bentschen ermordet | 5. Juni 2011       | Stolpersteine Rotlintstraße 98 Chaim Isaac Saphir | |
| Lersnerstraße 34 ·             | Emmy Saretzki geb. Ullmann            | Emmy Saretzki geb. Ullmann geb. 1. Mai 1890 deportiert 18. August 1942 Theresienstadt 9. Oktober 1944 Auschwitz ermordet | 14. September 2005 | Stolperstein Lersnerstraße 34 Emmi Saretzki | |
| Lersnerstraße 34 ·             | Nathan Saretzki                       | Nathan Saretzki geb. 11. März 1887 deportiert 18. August 1942 Theresienstadt 9. Oktober 1944 Auschwitz ermordet | 14. September 2005 | Stolperstein Lersnerstraße 34 Nathan Saretzki | Siehe auch Wiki Artikel |
| Lersnerstraße 34 ·             | Rosa Ullmann geb. Schaumburger        | Rosa Ullmann geb. Schaumburger geb. 14. Juli 1859 deportiert 18. August 1942 Theresienstadt ermordet | 14. September 2005 | Stolperstein Lersnerstraße 34 Rosa Ullmann | |
| Gaußstraße 9 ·                 | Mathilde Kaufmann                     | Mathilde Kaufmann geb. 18. November 1882 deportiert ? ermordet | 23. Juni 2014      | Stolperstein Gaussstr. 9 Kaufmann Mathilde | |
| Gaußstraße 9 ·                 | Sigmund Kaufmann                      | Sigmund Kaufmann geb. 13. Dezember 1878 deportiert ? ermordet | 23. Juni 2014      | Stolperstein Gaussstr. 9 Kaufmann Siegmund | |
| Gaußstraße 9 ·                 | Lotte Kaufmann                        | Lotte Kaufmann geb. 28. März 1909 Flucht Palästina | 23. Juni 2014      | Stolperstein Gaussstr. 9 Kaufmann Lotte | |
| Gaußstraße 9 ·                 | Gertrude Kaufmann                     | Gertrude Kaufmann geb. 16. März 1913 Flucht Palästina | 23. Juni 2014      | Stolperstein Gaussstr. 9 Kaufmann Gertrude | |
| Sandweg 5 ·                    | Luise Schames                         | Luise Schames geb. 4. April 1902 deportiert 1942 Region Lublin ermordet | 3. Juni 2011       | Stolperstein Sandweg 5 Schames Luise | |
| Sandweg 5 ·                    | Sofie Schames geb. Guggenheim         | Sofie Schames geb. Guggenheim geb. 28. November 1872 deportiert 15. September 1942 Theresienstadt ermordet 7. Februar 1943 | 3. Juni 2011       | Stolperstein Sandweg 5 Schames Sofie | |
| Rotlintstraße 104 ·            | Berta Schiff geb. Blumhof             | Berta Schiff geb. Blumhof geb. 6. März 1897 deportiert 1942 Region Lublin ermordet | 21. Juni 2013      | Stolperstein Rotlintstr. 104 Schiff Berta | |
| Rotlintstraße 104 ·            | Erich Schiff                          | Erich Schiff geb. 24. August 1925 deportiert 1942 Region Lublin ermordet | 21. Juni 2013      | Stolperstein Rotlintstr. 104 Schiff Erich | |
| Rotlintstraße 104 ·            | Rudolf Schiff                         | Rudolf Schiff geb. 21. Mai 1884 deportiert 1942 Region Lublin ermordet | 21. Juni 2013      | Stolperstein Rotlintstr. 104 Schiff Rodolf | |
| Bäckerweg 19 ·                 | Baruch Schreier                       | Baruch Schreier geb. 9. Januar 1894 deportiert 23. Februar 1943 Auschwitz ermordet | 7. Mai 2013        | Stolperstein Bäckerweg 19 Baruch Schreier | |
| Humboldtstraße 66 ·            | Friedrich Simon                       | Friedrich Simon geb. 16. November 1874 deportiert 2. September 1942 Theresienstadt 29. September 1942 Treblinka ermordet | 11. November 2003  | Stolperstein Humboldtstraße 66 Friedrich Simon | |
| Falkensteiner Straße 1 ·       | Julius Simon                          | Julius Simon geb. 21. November 1895 Flucht nach Frankreich 1933 verhaftet 1944 Clermont-Ferrand ermordet 0?.8.1944 | 17. Februar 2009   | Stolperstein Falkensteiner Straße 1 Julius Simon | |
| Rohrbachstraße 28 ·            | Adolf Sommer                          | Adolf Simon geb. 20. November 1894 deportiert 1943 Auschwitz ermordet 26. August 1943 | 5. Juni 2011       | Stolperstein Rohrbachstraße 28 Adolf Sommer | |
| Schleidenstraße 26 ·           | Betty Sommer geb. Mayer               | Betty Sommer geb. Mayer geb. 1. November 1888 deportiert Frühjahr 1942 Izbica Zamość ermordet | 9. Mai 2010        | Stolperstein Schleidenstraße 26 Betty Sommer | |
| Schleidenstraße 26 ·           | Salomon Sommer                        | Salomon Sommer geb. 11. April 1880 deportiert Frühjahr 1942 Izbica Zamość ermordet | 9. Mai 2010        | Stolperstein Schleidenstraße 26 Salomon Sommer | |
| Holzhausenstraße 16 ·          | Magda Spiegel                         | Magda Spiegel geb. 8. November 1887 deportiert 1. September 1942 Theresienstadt und 1944 Auschwitz ermordet | 23. Februar 2006   | Stolperstein Holzhausenstraße 16 Magda Spiegel | Siehe auch Wiki Artikel Ein weiterer Stolperstein befindet sich in Hamburg-Neustadt. |
| Finkenhofstraße 23 ·           | Else Stelzer geb. Wolf                | Else Stelzer geb. Wolf geb. 9. Juni 1897 deportiert 22. November 1943 Auschwitz ermordet 7. Januar 1944 | 25. April 2008     | Stolperstein Stelzer Else | |
| Finkenhofstraße 23 ·           | Emil Stelzer                          | Emil Stelzer geb. 9. Juni 1897 deportiert 24. Juni 1943 Buchenwald ermordet 3. März 1944 | 25. April 2008     | Stolperstein Stelzer Emil | |
| Fürstenberger Straße 139 ·     | Clara Stern geb. Jessel               | Clara Stern geb. Jessel geb. 11. Januar 1884 deportiert 22. November 1941 Kaunas ermordet 3. März 1944 | 15. Oktober 2004   | Stolperstein Fürstenberger Straße 139 Clara Stern | |
| Kantstraße 6 ·                 | Seligmann Stern                       | Seligmann Stern geb. 1. Juni 1872 Suizid Tod 7. Juli 1941 | 6. September 2012  | Stolperstein Kantstraße 6 Stern Seligmann | |
| Kantstraße 6 ·                 | Selma Stern geb. Erlanger             | Selma Stern geb. Erlanger geb. 2. Juli 1879 deportiert 1. September 1942 Theresienstadt ermordet 19. März 1944 | 6. September 2012  | Stolperstein Kantstraße 6 Stern Selma | |
| Kantstraße 6 ·                 | Elfriede Stern                        | Elfriede Stern geb. 28.7. 1914 Flucht: 1935 Palästina | 25. Juni 2019      | | |
| Neuhofstraße 25 ·              | Hermine Stogniew geb. van Hasseln     | Hermine Stogniew geb. van Hasseln geb. 26. Juli 1898 deportiert Hadamar ermordet 13. Februar 1941 | 9. Mai 2010        | Stolperstein Neuhofstraße 25 Hermine Stogniew | |
| Bäckerweg 30 ·                 | Babetha Strauß geb. Vorchheimer       | Babetha Strauß geb. Vorchheimer geb. 21. Juni 1888 deportiert 15. September 1942 Theresienstadt 1943 Auschwitz ermordet 13. Februar 1941                                                                                                 | 3. September 2008  | Stolperstein Bäckerweg 30 Babette Strauß | |
| Bäckerweg 30 ·                 | Robert Strauß                         | Robert Strauß geb. 21. Januar 1875 deportiert 15. September 1942 Theresienstadt ermordet 26. September 1942 | 3. September 2008  | Stolperstein Bäckerweg 30 Robert Strauß | |
| Sandweg 11 ·                   | Amalie Stutzmann                      | Amalie Stutzmann geb. 23. November 1890 deportiert 11. November 1941 Minsk ermordet | 7. Mai 2010        | Stolperstein Sandweg 11 Amalie Stutzmann | |
| Finkenhofstraße 15 ·           | Elisabeth Süss geb. Creizenach        | Elisabeth Süss geb. Creizenach geb. 6. Juni 1869 Suizid tot 10. September 1942 | 25. April 2008     | Stolperstein Finkenhofstraße 15 Elisabeth Süss | |
| Finkenhofstraße 15 ·           | Carl Ernst Weigert                    | Carl Ernst Weigert geb. 14. Juni 1884 Suizid tot 10. September 1942 | 25. April 2008     | Stolperstein Finkenhofstraße 15 Carl Ernst Weigert | |
| Finkenhofstraße 15 ·           | Elisabeth Weigert geb. Süss           | Elisabeth Weigert geb. Süss geb. 19. Mai 1889 Suizid tot 10. September 1942 | 25. April 2008     | Stolperstein Finkenhofstraße 15 Elisabeth Weigert | |
| Mittelweg 3 ·                  | Hilda Tendlau                         | Hilda Tendlau geb. 14. März 1914 deportiert 11. November 1941 Minsk ermordet | 14. September 2005 | Stolperstein Mittelweg 3 Hilda Tendlau | |
| Mittelweg 3 ·                  | Jenny Tendlau geb. Stern              | Jenny Tendlau geb. Stern geb. 26. September 1888 deportiert 11. November 1941 Minsk ermordet ?.10.1942 | 14. September 2005 | Stolperstein Mittelweg 3 Jenny Tendlau | |
| Mittelweg 3 ·                  | Lora Tendlau                          | Lora Tendlau geb. 30. Juli 1922 deportiert 11. November 1941 Minsk ermordet | 14. September 2005 | Stolperstein Mittelweg 3 Lora Tendlau | |
| Spohrstraße 34 ·               | August Wilhelm Zeuss                  | August Wilhelm Zeuss geb. 25. November 1912 deportiert 1941 Sachsenhausen 1942 Dachau 1944 Majdanek und 14. April 1944 Auschwitz ermordet 14. April 1944                                                                                 | 3. Juni 2011       | Stolperstein Spohrstr. 34 August Wilhelm Zeuss | |
| Jahnstraße 3 ·                 | Cäcilie Zuntz geb. Hessenberger       | Cäcilie Zuntz geb. Hessenberger geb. 26. April 1887 deportiert 22. November 1941 Kaunas ermordet 25. November 1941 | 7. Mai 2010        | Stolperstein Jahnstraße 3 Cecilie Zuntz | |
| Jahnstraße 3 ·                 | Hermann Zuntz                         | Hermann Zuntz geb. 1. April 1925 deportiert 22. November 1941 Kaunas ermordet 25. November 1941 | 7. Mai 2010        | Stolperstein Jahnstraße 3 Hermann Zuntz | |
| Jahnstraße 3 ·                 | Leopold Zuntz                         | Leopold Zuntz geb. 30. Januar 1884 deportiert 22. November 1941 Kaunas ermordet 25. November 1941 | 7. Mai 2010        | Stolperstein Jahnstraße 3 Leopold Zuntz | |
| Hallgartenstraße 36 ·          | Artur Grünebaum                       | Artur Grünebaum geb. 17. August 1893 deportiert 11. November 1941 Minsk ermordet | 5. Juni 2011       | Stolpersteine Hallgartenstraße 36 Artur Grünebaum | |
| Hallgartenstraße 36 ·          | Lilly Grünebaum geb. Emanuel          | Lilly Grünebaum geb. Emanuel geb. 19. Juli 1898 deportiert 11. November 1941 Minsk ermordet | 5. Juni 2011       | Stolpersteine Hallgartenstraße 36 Lilly Grünebaum | |
| Friedberger Anlage 32 ·        | Gerdi Springut                        | Gerdi Springut geb. 8. August 1927 deportiert 1942 Polen ermordet | 5. November 2007   | Stolperstein Friedberger Anlage 32 Gerdi Springut | |
| Friedberger Anlage 32 ·        | Lore Springut                         | Lore Springut geb. 11. Februar 1920 deportiert 1942 Polen ermordet | 5. November 2007   | Stolperstein Friedberger Anlage 32 Lore Springut | |
| Friedberger Anlage 32 ·        | Mali Springut geb. Bornstein          | Mali Springut geb. Bornstein geb. 28. Dezember 1895 deportiert 1942 Polen ermordet | 5. November 2007   | Stolperstein Friedberger Anlage 32 Mali Springut | |
| Friedberger Anlage 32 ·        | Osias Springut                        | Osias Springut geb. 25. Mai 1894 deportiert 1942 Polen ermordet | 5. November 2007   | Stolperstein Friedberger Anlage 32 Osias Springut | |
| Friedberger Anlage 32 ·        | Ruth Springut                         | Ruth Springut geb. 24. Januar 1930 deportiert 1942 Polen ermordet | 05. November 2007  | Stolperstein Friedberger Anlage 32 Ruth Springut | |
| Sternstraße 7 ·                | Wilhelmine Bartelt                    | Wilhelmine Bartelt geb. 3. Oktober 1888 deportiert 26. April 1943 Auschwitz ermordet 29. Mai 1943 | 19. November 2013  | Stolpersteine Sternstraße 7 | |
| Koselstraße 49 ·               | Hermann Traub                         | Hermann Traub geb. 3. Juni 1876 deportiert 22. November 1941 Kaunas ermordet 25. November 1941 | 19. November 2013  | Stolperstein Koselstraße 49 Traub Hermann | |
| Koselstraße 49 ·               | Betti Traub                           | Betti Traub geb. 21. Mai 1879 deportiert 22. November 1941 Kaunas ermordet 25. November 1941 | 19. November 2013  | Stolperstein Koselstraße 49 Traub Betti | |
| Koselstraße 49 ·               | Samuel Fleischmann                    | Samuel Fleischmann geb. 25. Mai 1862 Suizid Tot 16. August 1942 | 19. November 2013  | Stolperstein Koselstraße 49 Fleischmann Samuel | |
| Rotlintstraße 70 ·             | Karoline Veith                        | Karoline Veith geb. 17. Juni 1883 Mai 1936 Haft, Aug. 1938 KZ Lichtenburg, Ravensbrück ermordet 13. Juni 1942 | 19. November 2013  | Stolpersteine Rotlintstraße 70 | |
| Eiserne Hand 5 ·               | Friedrich Mayer                       | Friedrich Mayer geb. 21. Dezember 1888 deportiert ? KZ Auschwitz ermordet 25. August 1943 | 23. Juni 2014      | Stolpersteine Eiserne Hand 5 | |
| Melemstraße 12 ·               | Georg Oppenheimer                     | Georg Oppenheimer geb. 26. September 1890 deportiert ? KZ Auschwitz ermordet | 22. Juni 2014      | Stolpersteine Melemstr. 12 | |
| Günthersburgallee 1 ·          | Irma Ritta Goldschmidt                | Irma Ritta Goldschmidt geb. 15. Juni 1889 deportiert ? Lodz ermordet | 21. Juni 2014      | Stolperstein Günthersburgallee 1 Goldschmidt Irma Ritta | |
| Günthersburgallee 1 ·          | Margot Goldschmidt                    | Margot Goldschmidt geb. 11. September 1921 deportiert ? Lodz ermordet | 21. Juni 2014      | Stolperstein Günthersburgallee 1 Goldschmidt Margot | |
| Mauerweg 10 ·                  | Selma Scheuer                         | Selma Scheuer geb. 8. August 1889 deportiert ? Auschwitz ermordet | 21. Juni 2014      | Stolperstein Mauerweg 10 Scheuer Selma | |
| Mauerweg 10 ·                  | Simon Scheuer                         | Simon Scheuer geb. 2. März 1883 deportiert ? Auschwitz ermordet | 21. Juni 2014      | Stolperstein Mauerweg 10 Scheuer Simon | |
| Mauerweg 10 ·                  | Eugen Kloos                           | Eugen Kloos geb. 10. Juni 1895 deportiert ? Maidanek ermordet 22. Juli 1942 | 21. Juni 2014      | Stolperstein Mauerweg 10 Kloos Eugen | |
| Mauerweg 10 ·                  | Betty Kloos                           | Betty Kloos geb. 10. Juni 1895 deportiert ? Maidanek ermordet | 21. Juni 2014      | Stolperstein Mauerweg 10 Kloos Betty | |
| Mauerweg 10 ·                  | Anna Schmitt                          | Anna Schmitt Geb. Wertheimer geb. 3. August 1883 deportiert ? Auschwitz ermordet 23. Oktober 1942 | 21. Juni 2014      | Stolperstein Mauerweg 10 Schmitt Anna | |
| Mauerweg 10 ·                  | Emil Schmitt                          | Emil Schmitt geb. 14. Juni 1894 deportiert ? Dachau überlebte | 21. Juni 2014      | Stolperstein Mauerweg 10 Schmitt Emil | |
| Friedberger Landstraße 17 ·    | Berthold Kolinski                     | Berthold Kolinski geb. 31. Mai 1901 1938 Flucht deportiert ? Auschwitz ermordet | 21. Juni 2014      | Stolperstein Friedberger Landstr. 17 Kolinski Berthold | |
| Friedberger Landstraße 17 ·    | Funny Kolinski                        | Funny Kolinski geb. 12. Januar 1895 1938 Flucht deportiert ? Auschwitz ermordet | 21. Juni 2014      | Stolperstein Friedberger Landstr. 17 Kolinski Fanny | |
| Friedberger Landstraße 17 ·    | Willie Kolinski                       | Willie Kolinski geb. 21. Juni 1930 1938 Flucht | 21. Juni 2014      | Stolperstein Friedberger Landstr. 17 Kolinski Willie | |
| Friedberger Landstraße 17 ·    | Leo Kolinski                          | Leo Kolinski geb. 22. Juli 1932 1938 Flucht | 21. Juni 2014      | Stolperstein Friedberger Landstr. 17 Kolinski Leo | |
| Unterweg 22 ·                  | Edmund Speyer                         | Edmund Speyer geb. 11. November 1878 deportiert 19. Oktober 1942 Lodz ermordet 5. Mai 1942 | 17. Okt. 2014      | Stolperstein Unterweg 22 Speyer Dr. Edmund | Siehe auch Wiki Artikel |
| Unterweg 22 ·                  | Saly Speyer                           | Saly Speyer geb. 17. Februar 1877 deportiert 19. Oktober 1942 Lodz ermordet 16. Februar 1942 | 17. Okt. 2014      | Stolperstein Unterweg 22 Speyer Saly | |
| Musikantenweg 34 ·             | David Kelsen                          | David Kelsen geb. 22.11.1889 Polenaktion 1938 Bentschen / Zbaszyn Schicksal unbekannt | 23. Okt. 2018      | Stolperst musikantenweg 34 kelsen david | |
| Musikantenweg 34 ·             | Paul Kelsen                           | Paul Kelsen geb. 08.11.1913 Polenaktion 1938 Bentschen / Zbaszyn Schicksal unbekannt | 23. Okt. 2018      | Stolperst musikantenweg 34 kelsen paul | |
| Musikantenweg 34 ·             | Fanny Kelsen                          | Fanny Kelsen geb. Gillemann geb. 20.12.1889 Polenaktion 1938 Bentschen / Zbaszyn Schicksal unbekannt | 23. Okt. 2018      | Stolperst musikantenweg 34 kelsen fanny | |
| Musikantenweg 34 ·             | Heinrich Kelsen                       | Heinrich Kelsen geb. 23.10.1915 Flucht 1938 USA | 23. Okt. 2018      | Stolperstein Musikantenweg 34 Heinrich Kelsen | |